# メトロポリタン鉄道

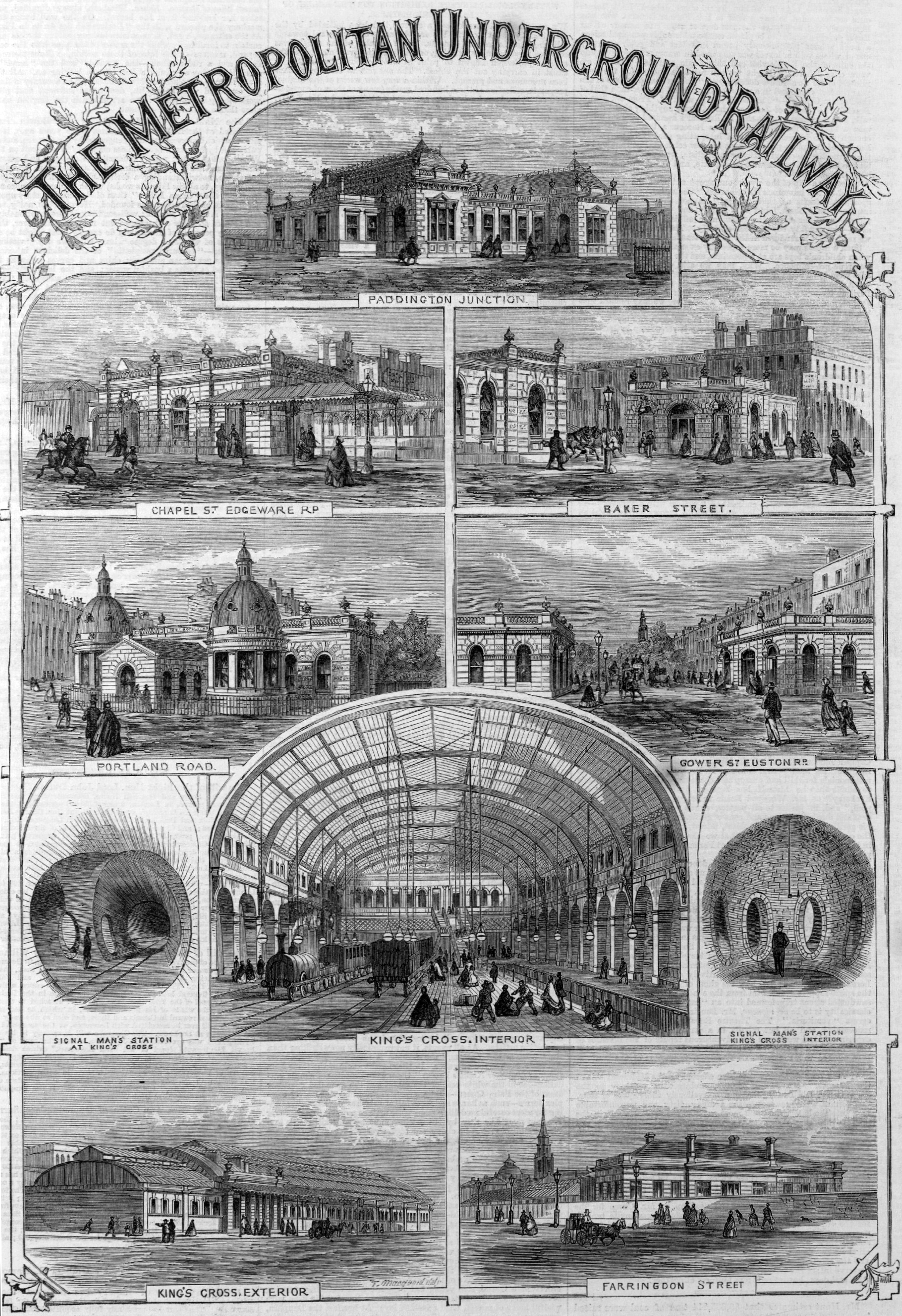
1862年12月、開業の前月のイラストレイテド・ロンドン・ニュースから、メトロポリタン鉄道の各駅のモンタージュ

メトロポリタン鉄道（メトロポリタンてつどう、英語: Metropolitan Railway、単にMetとも）は、ロンドンで1863年から1933年まで運行されていた旅客・貨物鉄道である。その北へ伸びる本線は、経済的な中心地であるシティ・オブ・ロンドンから後にミドルセックス州の郊外となる地域を結んでいた。最初の路線は本線鉄道のターミナル駅である、パディントン駅やユーストン駅、キングス・クロス駅をシティと結ぶものであった。鉄道は、ニューロードの下をパディントンからキングス・クロスまで開削工法で、そしてファリンドンロードの脇をキングス・クロスからシティに近いスミスフィールドまでトンネルと切通しで建設された。この路線が1863年1月10日に開通した際には、蒸気機関車がガス灯を灯した木造客車を牽いており、世界最初の地下鉄であった。
この鉄道はその後すぐに両端から、そしてベイカー・ストリート駅から分岐して北へ延長された。ハマースミス駅まで1864年に、リッチモンド駅まで1877年に、そしてサークル線が1884年に完成したが、もっとも重要な路線は北のミドルセックス州の郊外へ通じる路線で、新しく郊外の開発を促すことになった。ハーロー・オン・ザ・ヒル駅へは1880年に到達し、さらに路線は最終的にバッキンガムシャーのバーニー・ジャンクション駅まで到達したが、ここはロンドンの中心のベイカー・ストリート駅からは50マイル（80 km）以上離れた場所であった。
1905年に電化が始まり、1907年にはほとんどの運行に電車が用いられるようになったが、路線網の外側では電化は数十年あとまでかかった。ロンドン地区における他の鉄道会社と異なり、メトロポリタン鉄道は住宅開発を行い、第一次世界大戦後沿線の住宅をメトロランドのブランドで販売した。1933年7月1日にメトロポリタン鉄道はロンドン地下電気鉄道の地下鉄網、ロンドンの路面電車やバスなどと合併してロンドン旅客運輸公社となった。
こんにち、かつてのメトロポリタン鉄道の線路と駅は、ロンドン地下鉄のメトロポリタン線、サークル線、ディストリクト線、ハマースミス&シティー線、ピカデリー線、ジュビリー線およびチルターン・レイルウェイズが使用している。
メトロポリタン鉄道の略称である「Metro」は、「Tube」「Underground」を使うロンドン、「Subway」を使うアメリカ以外の多くの国の言葉で、「地下鉄」の意味として定着している。

## 歴史

### パディントンからシティへ、1853年 - 1863年

#### 設立

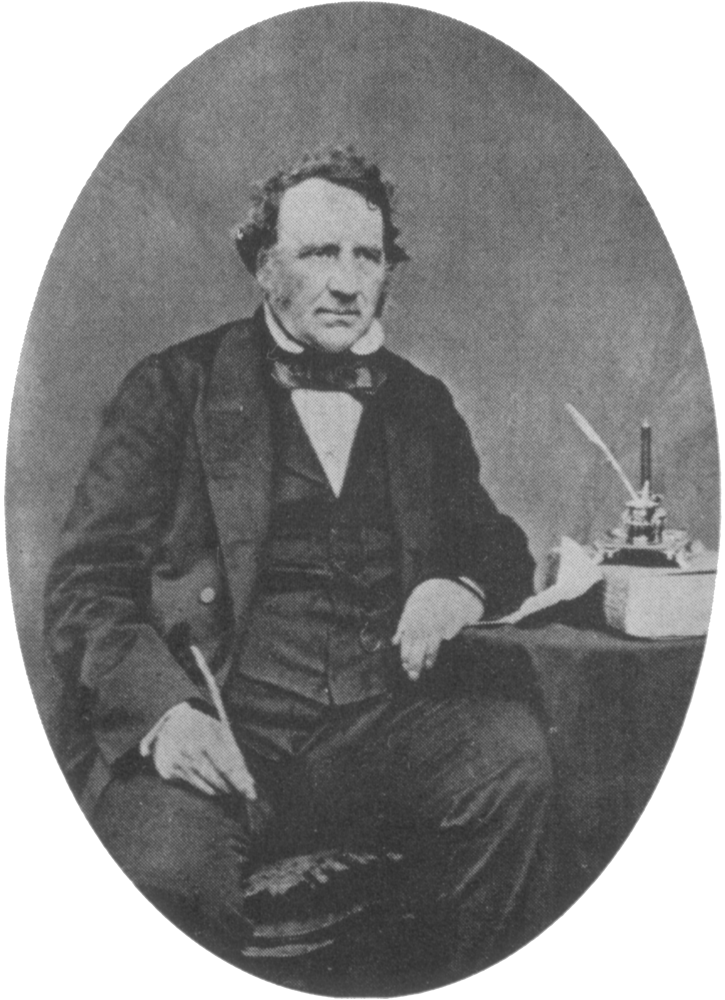
ロンドン地下鉄の提唱者、チャールズ・ピアソン

19世紀前半には、ロンドンの人口と都市の広さは非常に拡大していた。住民が増加し、そして毎日列車で通勤する人も増えたことから、道路上は大変な数の荷車や馬車で埋め尽くされ膨大な交通量となり、ロンドンの経済的な中心であるシティ・オブ・ロンドンに毎日徒歩で入る人も20万人に達していた。1850年までには、ロンドン都心の周辺部に7つの鉄道のターミナル駅が存在していた。南側にはロンドン・ブリッジ駅、ウォータールー駅、東側にはビショップスゲート駅、フェンチャーチ・ストリート駅、北側にはユーストン駅、キングス・クロス駅、西側にはパディントン駅である。フェンチャーチ・ストリート駅のみがシティ・オブ・ロンドンの範囲内にあった。
道路が混雑しており、またシティから北や西の駅までの距離があったことから、シティへ通じる新しい鉄道路線を建設する議会承認を得ようとする多くの試みがなされた。しかしどれも承認を得られず、1846年には首都の鉄道ターミナルの調査を行った王立委員会が、既に建設の進んだ都心部における新たな路線や駅の建設を禁じた。シティ・オブ・ロンドンと鉄道のターミナル駅を結ぶ地下鉄道という考え方は、1830年代に最初に提案されていた。シティ・オブ・ロンドンで事務弁護士をしていたチャールズ・ピアソンは、いくつかの提案における主導者となっており、1846年には複数の鉄道会社が共同利用する中央駅を提案した。この提案は1846年に王立委員会により却下されたが、1852年にピアソンは、ファリンドンからキングス・クロスまでを結ぶそうした鉄道を建設するためのシティ・ターミナス会社 (City Terminus Company) の設立を支援することで、これを再提案した。この計画はシティ・オブ・ロンドンには支持されたが、他の鉄道会社は関心が無く、会社は計画を進めるのに苦労することになった。
ベイズウォーター・パディントン・アンド・ホルボーン・ブリッジ鉄道 (Bayswater, Paddington and Holborn Bridge Railway Company) は、グレート・ウェスタン鉄道のパディントン駅からピアソンの提唱路線にあるキングス・クロス駅までを結ぶために設立された。法案は1852年11月に提出され、1853年1月に初めての取締役会が開かれてジョン・ファウラーを技術者に指名した。政界への工作が成功し、会社は1853年夏にノース・メトロポリタン鉄道 (North Metropolitan Railway) という名で議会承認を受けた。一方シティ・ターミナス会社が提出した法案は議会で否決されてしまい、これはノース・メトロポリタン鉄道がシティへ到達することができなくなることを意味した。この問題を解決するために、ノース・メトロポリタン鉄道はシティ・ターミナス会社を合併の上で、1853年11月に法案を再提出した。この法案では都心の中央駅の計画を削り、また路線をファリンドンより南へセント・マーティンズ・ル・グランドにある郵政省本部前まで延長した。また路線の西側の端も、グレート・ウェスタン鉄道の駅により直接的に接続できるように修正された。またロンドン・アンド・ノース・ウェスタン鉄道とユーストン駅で、グレート・ノーザン鉄道とキングス・クロス駅で接続する許可も求めていた。キングス・クロスでの接続はホイストとリフトによることになっていた。会社の名前は再変更され、今回はメトロポリタン鉄道となった。ノース・メトロポリタン鉄道法は、1854年8月7日に国王裁可を受けた。

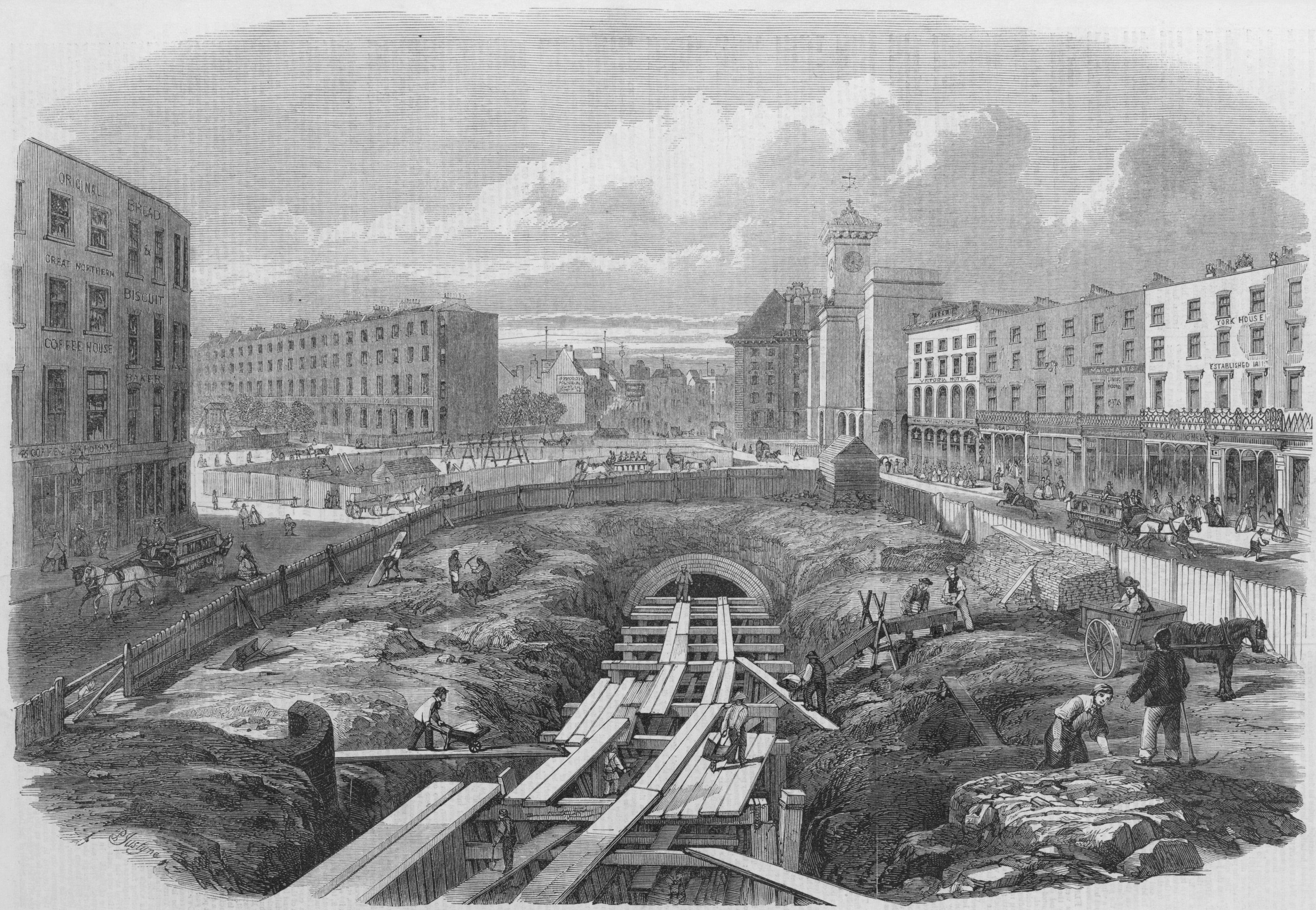
メトロポリタン鉄道のキングス・クロス駅までの建設の様子、1861年

この鉄道の建設には100万ポンドを要すると見積もられた。クリミア戦争の最中であったため、当初は資金を集めることが困難であった。資金調達を試みながら、会社は工事期間の延長を求める新法案を議会に提出した。1855年7月に、キングス・クロス駅でグレート・ノーザン鉄道と直接接続するようにする法律が国王裁可を得た。計画は1856年のメトロポリタン（グレート・ノーザン支線および修正条項）法で修正され、さらに1860年のグレート・ノーザン・アンド・メトロポリタン・ジャンクション鉄道法でも修正された。
グレート・ウェスタン鉄道は175,000ポンドの出資に同意し、ほぼ同額の出資をグレート・ノーザン鉄道が約束したものの、1857年末になっても着工できるだけの十分な資金は集まっていなかった。グレート・ウェスタン鉄道の駅に直接接続しなくなってしまうが、西側の端の路線を一部縮小し、さらにファリンドンより南の部分を省略して費用を節減した。1858年にピアソンは、メトロポリタン鉄道とシティ・オブ・ロンドンの間で、新しいファリンドン・ロード周辺で鉄道会社が必要としている土地をシティから179,000ポンドで購入し、一方シティは鉄道会社の株を200,000ポンド購入するという契約をまとめた。路線の変更は1859年8月に議会承認を受け、これによりついに会社は建設すべき路線に見合った資金調達が完了して着工できることになった。

#### 建設

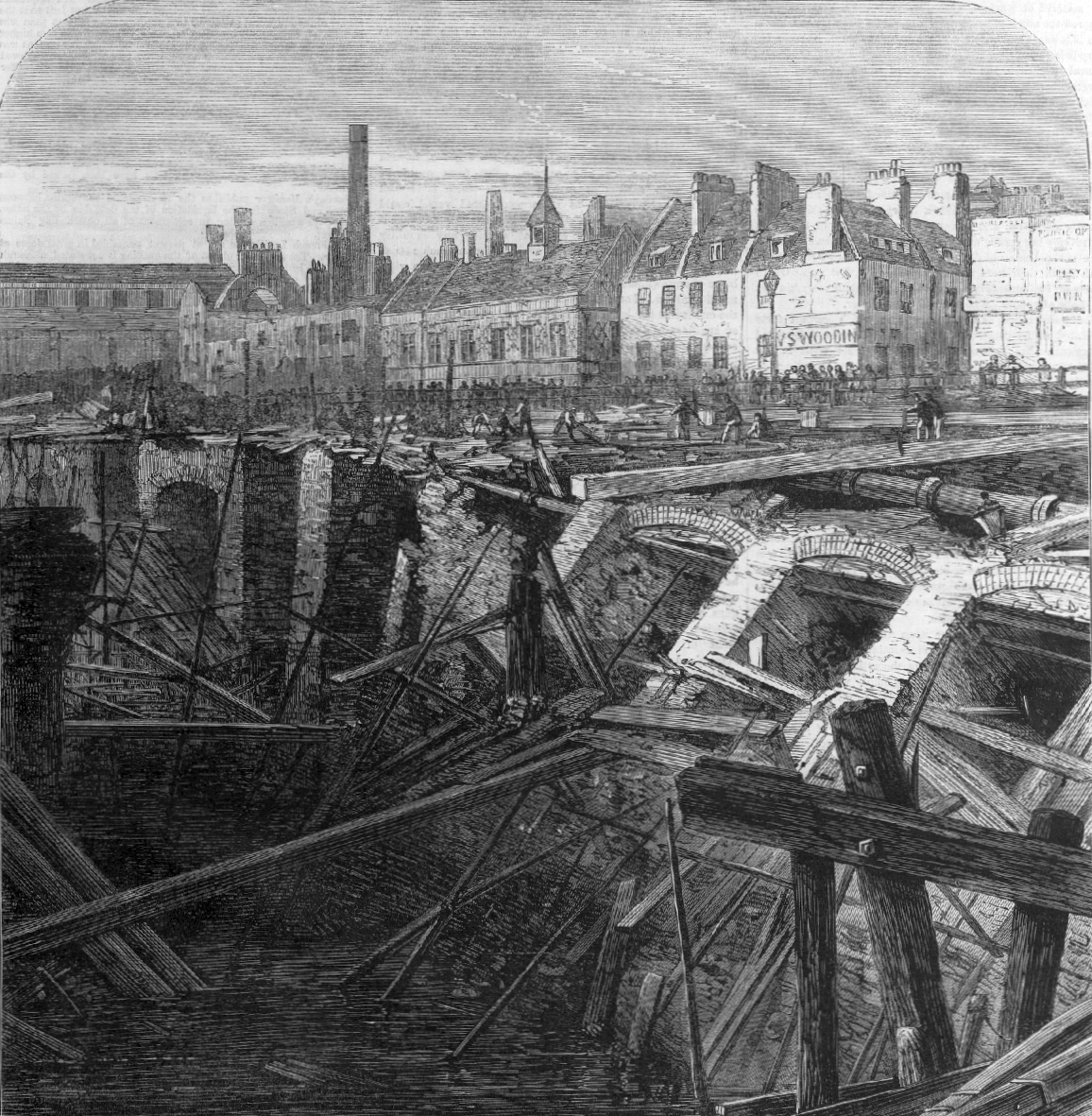
ファリンドン付近のメトロポリタン鉄道の切り取り区間、1852年6月のフリート川暗渠からの洪水の直後

地下を掘削し、また振動が発生することにより、近くの建物が沈下してしまうのではないかという懸念があり、またトンネル掘削中に数千人の家を取り壊してその補償をしなければならなかったが、建設は1860年3月に開始された。この新しい鉄道はパディントンからキングス・クロスまで、ほとんどが開削工法により建設された。キングス・クロスから東では、路線はマウント・プレザントおよびクラーケンウェルの下を728ヤード（約666 m）のトンネルで通過し、そこから暗渠化されたフリート川に沿ってファリンドン・ロードの脇をスミスフィールドにある新しい肉市場まで切通しで通った。
トンネルを通すために掘られた溝は幅が33フィート6インチ（約10.2 m）あり、その中に煉瓦製の擁壁が構築されて、それが28フィート6インチ（約8.7 m）幅の楕円形の煉瓦アーチあるいは鉄製ガーダーの天井を支えた。トンネルは駅の部分ではプラットホームを収容するためにより幅が広くなっていた。原始的なベルトコンベアを利用した土砂運搬装置が掘削土砂を溝から運び出すために使われたものの、土砂の掘削作業のほとんどはナヴィ（土木工事に携わる作業員）によって手作業で行われた。
トンネル内では、複線の軌道が6フィート（約1.8 m）の間隔で敷設された。グレート・ノーザン鉄道の標準軌の列車と、グレート・ウェスタン鉄道の広軌の列車の両方を走らせるため、軌道は三線軌条方式で敷設され、プラットホームにもっとも近いレールを双方の軌間の列車が共用した。信号装置は、スパニョレッティ電気閉塞装置と常置信号機を用いた固定閉塞方式が採用された。
建設工事中には事故も発生した。1860年5月には、グレート・ノーザン鉄道の本線の列車がキングス・クロス駅にてプラットホームをオーバーランし、工事現場に転落した。その年の後半には、工事業者の貨車を牽引していた機関車のボイラーが破裂し、機関士と機関助士が死亡した。1861年5月には、ユーストンにおいて掘削現場が崩落し、近隣の建物にかなりの被害を与えた。最後の事故は1862年6月に起き、集中豪雨によりフリート川の暗渠が溢れて、掘削した溝に水が流れ込んだ。メトロポリタン鉄道と首都土木委員会はどうにか水を食い止め、水を他に流すことに成功し、工事は2 - 3か月ほど遅れるだけで済んだ。
建設工事がまだ行われていた1861年11月から試運転が行われた。全線を通しての初めての運転は1862年5月に行われ、この時の乗客の1人にウィリアム・グラッドストンがいた。1862年末までに工事は完成し、その費用は合計130万ポンドに達した。

#### 開通
商務省による検査が1862年12月末に行われ、1863年1月初めに開通が承認された。信号設備のわずかな変更が行われてそれも承認され、数日に渡って運行試験が行われて1863年1月9日の開通を迎えることになった。この日にはパディントンからの開通記念列車が走り、ファリンドン駅では600人の株主と来賓のための大きな宴会が開かれた。チャールズ・ピアソンは1862年9月に亡くなっており、鉄道が開通するのを見ることはできなかった。

1863年の開通当時の鉄道

この全長3.75マイル（約6 km）の路線は、翌1863年1月10日土曜日から一般営業を開始した。駅はパディントン（ビショップス・ロード）駅（現在のパディントン駅）、エッジウェア・ロード駅、ベイカー・ストリート駅、ポートランド・ロード駅（現在のグレート・ポートランド・ストリート駅）、ガワー・ストリート駅（現在のユーストン・スクエア駅）、キングス・クロス駅（現在のキングス・クロス・セント・パンクラス駅）、ファリンドン・ストリート駅（現在のファリンドン駅）があった。
鉄道は歓迎されて成功し、初日には38,000人の乗客を輸送して、グレート・ノーザン鉄道の列車を利用して臨時列車が運転された。最初の12か月で950万人の旅客を輸送し、さらにその次の12か月では1200万人へと増加した。
当初の時刻表では、途中の5駅に停車して所要時間18分であった。昼間閑散時間帯の運行頻度は15分おきで、朝のラッシュ時には10分おきに増発され、早朝と20時以降は20分おきに減らされた。1864年5月からは、パディントンから朝の5時30分および5時40分に出る列車については労働者向けの割引往復乗車券が片道乗車券と同じ3ペンスで発売された。
当初は、メトロポリタン鉄道ではグレート・ウェスタン鉄道から提供されたグレート・ウェスタン鉄道メトロポリタン型蒸気機関車を使って広軌の車両で運転が行われていた。開通から間もなく、運行頻度を増加させる必要性を巡って2社の間で見解の相違が起こり、1863年8月にグレート・ウェスタン鉄道は車両を引き上げることになった。メトロポリタン鉄道では、グレート・ノーザン鉄道の標準軌の鉄道車両を一時的に借り受けて運行頻度を落として運行を行い、その後自社で標準軌の機関車と客車を購入した。
煙を出さない機関車で運転されると考えていたため、エッジウェア・ロードからキングス・クロスまでは長いトンネルもあるなど、最初の区間はあまり換気を行わない構造で建設された。駅や客車には煙が充満していたが、当初はそれでも乗客が減るということは無かった。後にキングス・クロスとガワー・ストリートの間のトンネルに開放部を設けたり、駅の天井のガラスを取り外したりして、換気が改善された。煙の問題は1880年代になってからも続いたため、さらにトンネルの開放部を増やしたいメトロポリタン鉄道と、そうすれば馬を驚かせ周辺の地価を下げると主張する地元の当局との間で論争になった。この結果1897年の商務省報告では、メトロポリタン鉄道を利用して疲弊した人々に薬剤師が「メトロポリタン処方」という薬剤を処方している、と報告された。この報告では、もっと多くの開放部の設置が認められるべきだとしたが、実際に建設される前に電化されることになった。

### 延伸工事とインナー・サークル、1863年 - 1884年

#### ファリンドンからムーアゲートとシティ・ワイドンド線

キングス・クロスとムーアゲート・ストリートの間のシティ・ワイドンド線とその接続線、東側のロンドン・チャタム・アンド・ドーバー鉄道へのカーブは1871年に開通し、スノー・ヒル駅は1874年に開業した

建設中のグレート・ウェスタン鉄道およびグレート・ノーザン鉄道への接続線に加えて、ミッドランド鉄道およびロンドン・チャタム・アンド・ドーバー鉄道への接続線も計画され、メトロポリタン鉄道は1861年および1864年にムーアゲートにある新しいターミナルまで東へ4線での延長と、キングス・クロス駅からファリンドン・ストリート駅までの2本の追加線路を認められた。メトロポリタン鉄道はこのうち2本の線路を自社の運行に使用し、残りの2本は主に他の鉄道会社によって使用されて、シティ・ワイドンド線として知られるようになった。
キングス・クロス駅でグレート・ノーザン鉄道とメトロポリタン鉄道をつなぐ単線トンネル2本は1863年10月1日に、地上の鉄道会社側の運行で旅客営業が開始され、同日グレート・ウェスタン鉄道もウィンザーなどからの郊外列車の直通運転を始めた。1864年の秋の初めには、メトロポリタン鉄道は自社の列車を営業するのに十分な機関車と車両を調達し、運行頻度を1時間に6本まで増加させた。
1866年1月1日に、ロンドン・チャタム・アンド・ドーバー鉄道とグレート・ノーザン鉄道の共同運行で、ブラックフライアーズ・ブリッジ駅からスミスフィールド市場の下のスノー・ヒルトンネルを通ってファリンドン駅へ、さらに北へグレート・ノーザン鉄道への運行を開始した。アルダースゲート・ストリート駅およびムーアゲート・ストリート駅（それぞれ現在のバービカン駅およびムーアゲート駅）までの延長は1865年12月23日に開通し、4線すべては1866年3月1日に開通した。
キングス・クロス駅からファリンドン・ストリート駅までの新しい線路は、まず1868年1月27日にグレート・ノーザン鉄道の貨物列車が使用した。ミッドランド鉄道との分岐点は1868年7月13日に開業し、ミッドランド鉄道自身のセント・パンクラス駅が開業するよりも前にムーアゲート・ストリート駅までの列車が運行を開始した。この線路は、ミッドランド鉄道本線のセント・ポールズ・ロードジャンクションで分岐し、複線のトンネルに入ってミッドランドジャンクションにおいてワイドンド線に連絡する。

#### ハマースミス&シティー鉄道

開通から10年後、1873年時点のメトロポリタン鉄道、やはりメトロポリタン鉄道が運行していたベイカー・ストリート駅からスイス・コテージ駅までのメトロポリタン・アンド・セント・ジョンズ・ウッド鉄道も示す

1860年11月にメトロポリタン鉄道とグレート・ウェスタン鉄道によって、グレート・ウェスタン鉄道のパディントン駅から1マイル西から、発展しつつある郊外であるシェパーズ・ブッシュやハマースミスへ、そしてラティマー・ロードにおいてウェスト・ロンドン鉄道へ接続する鉄道の法案が議会に提出された。ハマースミス・アンド・シティ鉄道として1861年7月22日に承認され、2マイル35チェーン（約3.9 km）の路線はおおむね野原の中を20フィート（約6.1 m）の高さの高架橋で建設され、1864年6月13日にグレート・ウェスタン鉄道の広軌の列車がファリンドン・ストリート駅から運行を開始した。駅はノッティング・ヒル駅（現在のラドブローク・グローブ駅）、シェパーズ・ブッシュ駅（1914年に現在のシェパーズ・ブッシュ・マーケット駅に移転）、そしてハマースミス駅である。ウェスト・ロンドン鉄道への連絡線は同年7月1日に開通し、ノッティング・ヒル駅において連結・解放された車両によりケンジントン駅（現在のケンジントン・オリンピア駅）まで運行された。メトロポリタン鉄道とグレート・ウェスタン鉄道の合意を受けて、1865年からはメトロポリタン鉄道が標準軌の列車をハマースミス駅へ、グレート・ウェスタン鉄道が広軌の列車をケンジントン駅へ運行するようになった。1867年にハマースミス・アンド・シティ鉄道は両社の共同所有となった。グレート・ウェスタン鉄道は標準軌の列車の運行を始め、1869年にハマースミス・アンド・シティ鉄道およびメトロポリタン鉄道から広軌用のレールが撤去された。1871年にグレート・ウェスタン鉄道に沿ってウェストボーン・パーク駅からパディントン駅まで2本の追加線路がハマースミス・アンド・シティ鉄道用に使用開始され、1878年にはウェストボーン・パーク駅の平面交差が立体交差に置き換えられた。ハマースミス・アンド・シティ鉄道にさらなる駅として、ウェストボーン・パーク駅（1866年）、ラティマー・ロード駅（1868年）、ロイヤル・オーク駅（1871年）、ウッドレーン駅（1908年）、ゴールドホーク・ロード駅（1914年）と開業した。1869年にはウェスト・ロンドン鉄道にアクスブリッジ・ロード駅が開業している。
1877年10月1日から1906年12月31日までの間、ハマースミス支線の列車の一部がロンドン・アンド・サウス・ウェスタン鉄道の線路を走って、そのハマースミス（グローブ・ロード）駅を経由してリッチモンド駅まで延長されていた。

#### インナー・サークル線
メトロポリタン鉄道の初期の成功により、1863年にはロンドンにおいて新しい鉄道を敷設しようとする申請が議会に殺到し、その多くが似たような経路で競合するものであった。最良の提案を判断するために、貴族院は特別委員会を設置し、委員会は1863年7月に「実際に接続しないのであれば、首都の主要な鉄道ターミナルのほぼすべてに沿って内側を環状に結ぶ鉄道」を推薦する報告を行った。1864年の議会には、経路が異なるもののおおむね推薦に沿った多くの鉄道の提案が出され、上下両院議員で構成される合同委員会が設置されて計画を審査した。
メトロポリタン鉄道からの、パディントン駅から西へ、そこから南へサウス・ケンジントンまで、またムーアゲート駅から東へタワー・ヒルまで延長する提案は、承認され1864年7月29日に国王裁可を得た。環状線を完成させるために、委員会ではケンジントンとシティの間を異なる経路で建設する2つの提案を合同させることを推奨し、合同した提案は同日、メトロポリタン・ディストリクト鉄道（一般的にディストリクト鉄道として知られる）として承認された。当初は、ディストリクト鉄道とメトロポリタン鉄道は緊密に連携しており、すぐにも合併することが意図されていた。メトロポリタン鉄道の会長と3人の取締役はディストリクト鉄道の取締役でもあり、技術者は両社ともジョン・ファウラーであり、また延長区間のすべての工事は1つの契約となっていた。ディストリクト鉄道は、メトロポリタン鉄道とは独自に資金を集められるようにするために、独立した会社として設立された。

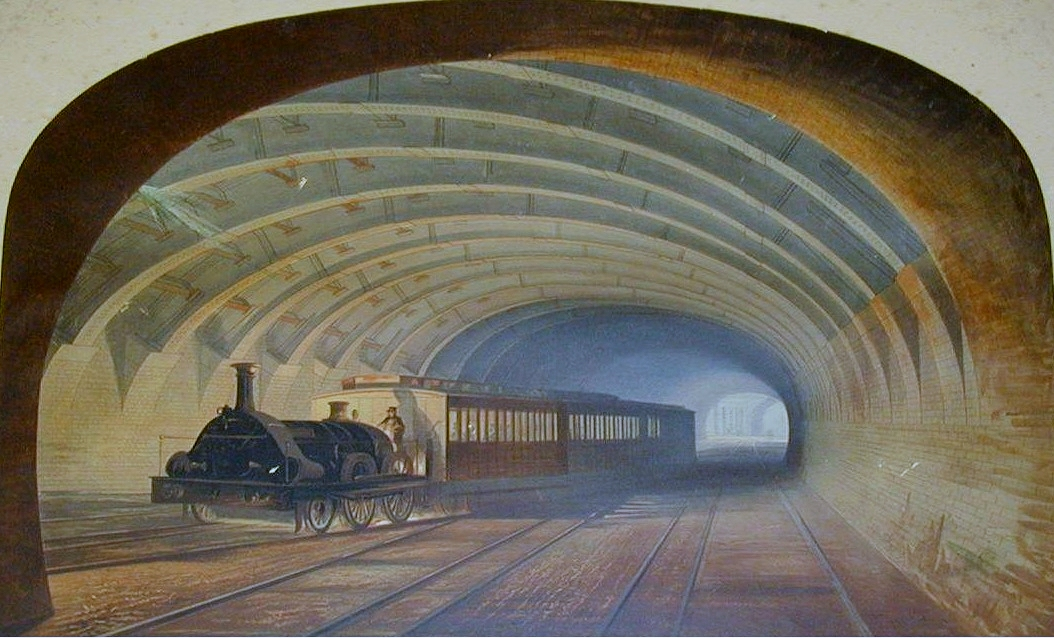
パディントン駅近くのプレイド・ストリートジャンクションでビショップス・ロードへ向かう進路に入るグレート・ウェスタン鉄道の広軌の列車、この場所でノッティング・ヒルおよびブロンプトンへの延長線が当初の線に合流する

西部の延長区間は、メトロポリタン鉄道の当初のパディントン駅から少し東側の、プレイド・ストリートジャンクションから分岐して、ベイズウォーター、ノッティング・ヒル、ケンジントンなどの高級住宅地区を通る。この地域では地価が高く、また当初の路線と異なりこちらの路線では既存の道路の下を通るような簡単な線形ではなかった。支払う補償金はかなり高いものとなった。ベイズウォーターのレンスター・ガーデンズでは、鉄道が通過することで台地にできた溝を隠すために、23番地と24番地に2棟の5階建て建物のファサードが建築されている。この区間では適切な換気を確保するために、路線の多くの区間が切通しとなっているが、キャンプデン・ヒルには421ヤード (385 m) のトンネルが掘られた。ディストリクト鉄道の工事はメトロポリタン鉄道の工事と並行で進められ、同様に地価の高い地域を通過していた。建設費と補償費がとても高かったことから、ディストリクト鉄道の最初の区間であるサウス・ケンジントンからウェストミンスターまでの費用は300万ポンドに達し、メトロポリタン鉄道の当初のより長い路線に比べてもほぼ3倍かかった。
メトロポリタン鉄道の延長区間のうち最初の区間としてブロンプトンまで1868年10月1日に開通し、駅はパディントン（プレイド・ストリート）駅（現在のパディントン駅）、ベイズウォーター駅、ノッティング・ヒル・ゲート駅、ケンジントン（ハイ・ストリート）駅（現在のハイ・ストリート・ケンジントン駅）、ブロンプトン（グロスター・ロード）駅（現在のグロスター・ロード駅）が設置された。3か月後の1868年12月24日に、メトロポリタン鉄道はブロンプトンから東へ延長してディストリクト鉄道のサウス・ケンジントン駅に乗り入れ、ディストリクト鉄道はそこからウェストミンスターまで開通して、サウス・ケンジントン駅、スローン・スクエア駅、ヴィクトリア駅、セント・ジェームズ・パーク駅、ウェストミンスター・ブリッジ駅（現在のウェストミンスター駅）が開業した。
ディストリクト鉄道はさらにブロンプトン（グロスター・ロード）駅から西へ延長する許可を得て、1869年4月12日にウェスト・ロンドン鉄道のウェスト・ブロンプトン駅まで単線で開通させた。途中駅はなく、当初はシャトル運転が行われた。1869年夏までには、サウス・ケンジントン駅からブロンプトン（グロスター・ロード）駅まで、そしてケンジントン（ハイ・ストリート）駅から分岐点までとウェスト・ブロンプトン駅への独立した線路が敷設された。1870年7月5日の夜、ディストリクト鉄道はブロンプトン（グロスター・ロード）駅とケンジントン（ハイ・ストリート）駅を結ぶ議論を呼んだクロムウェル・カーブをひそかに建設した。
ウェストミンスターより東では、ディストリクト鉄道の次の区間は首都土木委員会がテムズ川北岸に沿って新しく建設したヴィクトリア堤防の上を走行した。ウェストミンスター・ブリッジ駅からブラックフライアーズ駅までの区間は1870年5月30日に開通し、チャリング・クロス駅（現在のエンバンクメント駅）、ザ・テンプル駅（現在のテンプル駅）、ブラックフライアーズ駅が開業した。
その開業以来、メトロポリタン鉄道はディストリクト鉄道における列車を運行し、一定の運行本数に対して総収入の55パーセントを受け取った。ディストリクト鉄道から追加の列車運行を求められると、それに対しても追加費用が請求され、ディストリクト鉄道の受け取れる収入は40パーセントほどに下がってしまった。ディストリクト鉄道の負債水準からメトロポリタン鉄道にとって合併は魅力のあるものではなくなり、合併の話は進行しなくなったことから、メトロポリタン鉄道側の役員はディストリクト鉄道の取締役を辞任した。ディストリクト鉄道は財務を改善するために、メトロポリタン鉄道に対して運行契約の終了を通告した。非常に高い建設費用の負担に苦しんだディストリクト鉄道は、当初の計画であるタワー・ヒルまでの残りの区間の建設を続行することができず、最後の延長としてわずか1駅、ブラックフライアーズ駅から東へ当初は計画されていなかったターミナル、マンション・ハウス駅までを開通させた。

1871年にインナー・サークル線の運行が始まり、マンション・ハウス駅からムーアゲート・ストリート駅まで、サウス・ケンジントン駅とパディントン駅を通って運行された。ケンジントン（ハイ・ストリート）駅とサウス・ケンジントン駅の間では、両社がそれぞれの線路を保有していた

1871年7月1日土曜日に開通記念式典が、当時の首相で株主でもあった、ウィリアム・グラッドストンが出席して開催された。次の月曜日にマンション・ハウス駅が開業し、ディストリクト鉄道は自社の列車の運行を開始した。この日から、両社は共同でインナー・サークル線をマンション・ハウス駅からムーアゲート・ストリート駅まで、サウス・ケンジントン駅とエッジウェア・ロード駅を経由して10分間隔で運行開始し、そしてマンション・ハウス駅からウェスト・ブロンプトン駅までディストリクト鉄道の列車が10分おきに、またハマースミス・アンド・シティ鉄道とグレート・ウェスタン鉄道の郊外列車がエッジウェア・ストリート駅とムーアゲート・ストリート駅の間で運転された。マンション・ハウス駅より東側の鉄道建設許可は失効した。また路線の反対側で、ディストリクト鉄道側のサウス・ケンジントン駅は1871年7月10日に開業し、ウェスト・ブロンプトン支線上にアールズ・コート駅が1871年10月30日に開業した。
1868年から1869年にかけて、メトロポリタン鉄道に対する多くの審問が開かれて、本来の支払い能力以上の配当金を払っていたり、資本勘定からの支出が行われていたりといった、財務上の不正が見つかった。1870年に会社の取締役たちが背任で有罪となり、会社に対して賠償を行うよう命じられた。全員が不服申し立てを行い、1874年にかなり低い額で妥結が認められたが、株主の信頼を回復するために1872年10月に取締役は全員入替となり、エドワード・ワトキンが会長に任命された。ワトキンは経験を積んだ鉄道業界人で、サウス・イースタン鉄道などいくつかの鉄道会社で既に取締役を務めており、北からロンドンを貫いてサウス・イースタン鉄道へ路線を接続したいという願望を持っていた。
土地の購入費用の問題から、メトロポリタン鉄道のムーアゲート・ストリート駅から東への延長工事はゆっくりとしか進まず、1869年に法律で定められた期限の延長を得なければならなかった。延長工事は1873年に開始されたが、建設工事がローマカトリック教会の地下埋葬所を掘り出してしまった後、契約業者は作業員を工事に従事させ続けるのは難しいと報告してきた。最初の区間は、グレート・イースタン鉄道が最近開業させたターミナル駅であるリバプール・ストリート駅まで1875年2月1日に開通した。メトロポリタン鉄道自身の駅が建設されている短い期間中、列車は半径3.5チェーン（約70 m）の曲線を通ってグレート・イースタン鉄道側の駅に乗り入れており、同年7月12日に自社の駅が開業して、それ以降は通常運行にこの曲線が使用されることは無かった。アルドゲイト駅までの延長工事中には、貨車にして何百両分もの牛の角が表土から20フィート（約6.1 m）下で発見された。アルドゲイト駅は1876年11月18日に開業し、当初はビショップスゲート駅までのシャトル列車が運行し、12月4日からメトロポリタン鉄道およびディストリクト鉄道の全列車が直通運転を開始した。

青線で示されているのがインナー・サークル線を1884年に完成させた共同線の区間で、またこれによりメトロポリタン鉄道とディストリクト鉄道をイースト・ロンドン鉄道に接続した。メトロポリタン鉄道のタワー・オブ・ロンドン駅は開業後しばらくしてから廃止となった。ディストリクト鉄道の列車は、1902年にホワイトチャペル・アンド・バウ鉄道を通ってホワイトチャペル駅より東まで延長された

メトロポリタン鉄道とディストリクト鉄道の間の争いと建設費用の問題により、インナー・サークル線の完成はさらに遅れることになった。イライラさせられていたシティの金融業者たちは、1874年にメトロポリタン・インナー・サークル完成鉄道会社 (Metropolitan Inner Circle Completion Railway Company) を残りの区間を完成させる目的で設立した。この会社はディストリクト鉄道に支持され、議会から許可を1874年8月7日に得た。この会社は資金調達に苦しみ、工事期限の延長を1876年に許可された。メトロポリタン鉄道とディストリクト鉄道の間での会合が1877年に開かれ、メトロポリタン鉄道はイースト・ロンドン鉄道を通じてサウス・イースタン鉄道へ乗り入れたいと表明した。両社は1879年にイースト・ロンドン鉄道へ延長して接続する許可を議会から得て、またこの法律では両社が環状線全体の運行許可を得て将来的な協調を確実にした。当局からは大規模な道路および下水の改良という協力が行われた。1882年にメトロポリタン鉄道はアルドゲイト駅から仮駅のタワー・オブ・ロンドン駅まで延長された。共同線を建設する2件の契約が結ばれ、1件は1882年のマンション・ハウス駅からタワー・オブ・ロンドン駅までのもので、もう1件は1883年のアルドゲイト駅の北からホワイトチャペル駅を通りイースト・ロンドン鉄道に乗り入れるものであった。1884年10月1日からディストリクト鉄道とメトロポリタン鉄道は、セント・メアリーズ駅から乗り入れ線のカーブを通ってイースト・ロンドン鉄道を通りサウス・イースタン鉄道のニュー・クロス駅までの普通列車の運行を開始した。1884年9月17日に公式の完成式典が行われ、10月6日月曜日から試験的な環状運転が開始された。同日メトロポリタン鉄道はハマースミス・アンド・シティ線の列車の一部をイースト・ロンドン鉄道を通じてニュー・クロス駅まで乗り入れ、途中で新たに共同駅として用意されたアルドゲイト・イースト駅とセント・メアリーズ駅に停車した。環状線側に開業した共同駅はキャノン・ストリート駅、イーストチープ駅（1884年11月1日からモニュメント駅）およびマークレーン駅である。ディストリクト鉄道はタワー・オブ・ロンドン駅までの乗車券の販売を拒否したため、メトロポリタン鉄道のタワー・オブ・ロンドン駅は1884年10月12日に廃止された。当初、運行は1時間に8本で、13マイル（約21 km）の環状線を81 - 84分で走行したが、これは不可能であることがわかり、1885年に1時間当たり6本に削減され所要時間は70分となった。車掌は当初、勤務時間中に休憩を取ることが認められていなかったが、1885年9月に20分間の休憩3回が認められるようになった。

### 延長線 1868年 - 1899年

#### ベイカー・ストリート駅からハーロー駅まで
1868年4月に、メトロポリタン・アンド・セント・ジョンズ・ウッド鉄道 (Metropolitan & St John's Wood Railway) がベイカー・ストリート駅に新しく設置したプラットホーム（ベイカー・ストリート・イーストと呼ばれた）からスイス・コテージ駅までトンネルで単線の鉄道を開通させた。途中には待避線を備えたセント・ジョンズ・ウッド・ロード駅とマールボロ・ロード駅があり、メトロポリタン鉄道により20分おきに列車が運行された。ベイカー・ストリート駅においてインナー・サークル線との分岐点が造られたが、1869年以降直通列車は運転されていない。
1870年代初頭、乗客数は少なかったためメトロポリタン・アンド・セント・ジョンズ・ウッド鉄道は路線を延長して新たな需要を生み出そうと考えた。メトロポリタン鉄道に着任したばかりであったワトキンは、既に市街地化していた地域に建設するよりも費用が安く運賃は高いため、こちらの方が優先度が高いと考え、またこの線からの乗客はサークル線を利用してくれると考えられた。1873年にメトロポリタン・アンド・セント・ジョンズ・ウッド鉄道はミドルセックス州の郊外であるニーズデンまでの延長許可を得たが、ニーズデンにもっとも近い人口の集まる場所はハーローであったため、さらに3.5マイル（約5.6 km）延長してハーローまで路線を建設することを決定し、1874年に許可を得た。キルバーンで開かれたイングランド王立農業協会の1879年のショーに間に合わせるために、West Hampstead tube stationまでの単線路線が1879年6月30日に開通し、フィンチリー・ロード駅には仮プラットホームが設けられた。複線化とウィルズデン・グリーン駅までの営業は1879年11月24日に始まり、途中にキルバーン・アンド・ブロンデスベリー駅（現在のキルバーン駅）が開設された。路線はさらにハーロー＝オン＝ザ＝ヒル駅まで5マイル37.5チェーン（約8.80 km）延長され、ベイカー・ストリート駅からの運行は1880年8月2日に開始された。途中駅のキングスベリー・ニーズデン駅（現在のニーズデン駅）も同日開設された。2年後に、ベイカー・ストリート駅とスイス・コテージ駅の間の単線が複線化され、メトロポリタン・アンド・セント・ジョンズ・ウッド鉄道はメトロポリタン鉄道に吸収合併された。
1882年にメトロポリタン鉄道は客車工場をエッジウェア・ロードからニーズデンに移転させた。機関車工場は1883年に、そしてガス工場は1884年に開設された。ロンドンから引っ越す従業員を収容するために、100戸以上の家と10軒の店が貸し出し用に建設された。1883年にこのうち2軒の店が学校の教室と教会に転用された。2年後には教会の建物と土地はウェズリーアン教会に寄贈され、学校は200人の児童を収容するようになった。

#### ハーローからバーニー・ジャンクションとブリルまで
1868年にバッキンガム公が、エイルズベリー駅からバッキンガムシャー鉄道のブレッチリー-オックスフォード線上に新設したバーニー・ジャンクション駅までの単線で12.75マイル（約20.5 km）のエイルズベリー・アンド・バッキンガム鉄道を開通させた。当初は、ブレッチリー-オックスフォード線を運行していたロンドン・アンド・ノース・ウェスタン鉄道からわずかながらも協力が得られていたが、路線が建設されるまでの間に2社間の関係は崩壊してしまった。ウィカム鉄道がプリンス・リスバラ駅からエイルズベリー駅までの単線の鉄道を建設し、そしてグレート・ウェスタン鉄道がこの会社を買収した際に、プリンス・リスバラ駅からエイルズベリー駅を通りクエイトン・ロード駅まで、そしてクエイトン・ロード駅からバーニー・ジャンクション駅までのシャトル列車を運行するようになった。
エイルズベリー・アンド・バッキンガム鉄道は、ロンドン・アンド・ノース・ウェスタン鉄道傘下のワトフォード・アンド・リックマンズワース鉄道に接続するリックマンズワースまでさらに南へ延長する許可を得ていた。バッキンガム公とワトキンの間の協議を受けて、この路線をさらに南へ伸ばしてメトロポリタン鉄道とハーローで接続することが合意され、この延長の許可は1874年に得られ、ワトキンは1875年にエイルズベリー・アンド・バッキンガム鉄道の取締役に就任した。これを実現する資金がなかったため、メトロポリタン鉄道は再び議会に働きかけて、ハーローからエイルズベリーまでの路線を建設する許可を1880年と1881年に得た。ピナー駅まで1885年に到達し、リックマンズワース駅とノースウッド駅からベイカー・ストリート駅までの1時間おきの運転は1887年9月1日に始まった。チェシャム駅を設置するために地域の協力が得られていたものの、この時点で資金を集めることはとても難しくなっていた。1885年に許可を得てリックマンズワースから5マイル（約8 km）の複線が敷設され、そこからは単線でチェシャムまで建設された。チェシャムからの列車は、途中チョーリー・ウッド駅とチャルフォント・ロード駅（現在のチャルフォント・アンド・ラティマー駅）に停車し、1889年7月8日に運行を開始した。
メトロポリタン鉄道はエイルズベリー・アンド・バッキンガム鉄道を1891年7月1日に買収し、エイルズベリーに仮プラットホームを設置して1892年9月1日に開通した。途中の停車駅はアマーシャム駅、グレート・ミセンデン駅、ウェンドーバー駅、ストーク・マンデビル駅であった。1894年にメトロポリタン鉄道とグレート・ウェスタン鉄道のエイルズベリーにおける共同駅が開業した。エイルズベリーから先バーニー・ジャンクションまでは、路線にある橋の強度がメトロポリタン鉄道の機関車を通すためには不十分であった。グレート・ウェスタン鉄道は支援を拒否し、2両のDクラスを購入するまではロンドン・アンド・ノース・ウェスタン鉄道から機関車を借りて運行した。路線の規格が向上され、複線化されて本線の規格まで駅も改築されて、ベイカー・ストリート駅からバーニー・ジャンクション駅までの直通運転が1897年1月1日からできるようになり、新しいワッデスドン・メイナー駅、改築されたクエイントン・ロード駅、グランバラ・ロード駅、ウィンスロー・ロード駅に停車した。
クエイントン・ロード駅から、バッキンガム公はブリル軌道という6.5マイル（約10.5 km）の支線を建設していた。1899年にはクエイントン・ロード駅とブリル駅の間を1日片道4本の混合列車が走っていた。メトロポリタン鉄道にこの路線を買うように推奨があり、1899年11月に運行を引き継ぎ、毎年600ポンドで借り受けるようになった。1903年に線路は敷き直され、駅は改良された。旅客列車はAクラスおよびDクラスの機関車とオールドベリー型の8輪客車で運行されるようになった。
1893年に新しいウェンブリー・パーク駅が開業し、当初はサッカーのオールド・ウェストミンスターFCにより利用されたが、主にスポーツ、レジャー、博覧会などに用いられた。その当時建設されたばかりであったエッフェル塔よりも高い、1,159フィート（約353 m）の塔が計画されたが、魅力が不十分で、200フィート（約61 m）の高さのものが第一段階として建設された。この塔はワトキンズ・タワーとして知られるようになったが、傾いていることが発見されて1907年に解体された。
1900年頃、ウィルズデン・グリーン駅とベイカー・ストリート駅の間には、1時間に6本の普通列車が走っていた。1本はリックマンズワースから、もう1本はハーローからで、残りはウィルズデン・グリーン始発であった。この他に、2時間に1本バーニー・ジャンクションからの列車があり、ハーローまではすべての駅に停車し、そこからはウィルズデン・グリーンとベイカー・ストリートのみに停車した。この速い列車は、普通列車がウィルズデン・グリーン駅を出発する直前に出発して、ベイカー・ストリート駅には1本前の普通列車の直後に到着するように時刻表が調整されていた。

#### グレート・セントラル鉄道

1906年時点では、グレート・セントラル鉄道には2通りのロンドンへの経路があった。1つはアマーシャム経由のメトロポリタン鉄道で、もう1つはハイ・ウィカム経由のグレート・セントラル・アンド・グレート・ウェスタン・ジョイント鉄道であった

ワトキンはマンチェスター・シェフィールド・アンド・リンカンシャー鉄道の取締役でもあり、エイルズベリーの少し北でメトロポリタン鉄道に合流する99マイル（約159 km）のロンドン延長線の計画を持っていた。ベイカー・ストリート駅をロンドンにおけるターミナルとして使用できると提案があったが、しかし1891年から1892年にかけてマンチェスター・シェフィールド・アンド・リンカンシャー鉄道は、メリルボーン地区に独自の駅と貨物扱い設備が必要であると結論した。この鉄道に関する法律は1893年に議会を通過したが、ワトキンは病気にかかって1894年に取締役を辞任した。彼の離任後、両社間の関係はまもなく悪化した。
1895年にマンチェスター・シェフィールド・アンド・リンカンシャー鉄道は、メトロポリタン鉄道の普通列車を同社の急行列車が追い抜けるように、ウェンブリー・パークからフィンチリー・ロード駅近くのキャンフィールド・プレイスまで2本の線路を建設するという法案を議会に提出した。メトロポリタン鉄道はこれに抗議したが、この路線はマンチェスター・シェフィールド・アンド・リンカンシャー鉄道が専用に使用するということで合意した。マンチェスター・シェフィールド・アンド・リンカンシャー鉄道の機関車が走れるようにウェンブリー・パークからハーローまでの区間の橋を架け替えた際に、将来の必要性をにらんで、メトロポリタン鉄道は同時に複々線化を行い、マンチェスター・シェフィールド・アンド・リンカンシャー鉄道は2線を専用に使用するように求めた。マンチェスター・シェフィールド・アンド・リンカンシャー鉄道は、メリルボーンにおいてメトロポリタン鉄道のサークル線に接続する必要な許可を得ていたのであったが、メトロポリタン鉄道側は面倒な条件を付けた。当時マンチェスター・シェフィールド・アンド・リンカンシャー鉄道は資金が不足していたこともあり、この路線を放棄してしまった。
両社の関係から、マンチェスター・シェフィールド・アンド・リンカンシャー鉄道は自社のロンドンへの列車を完全にメトロポリタン鉄道に頼らなければならないということに不満であり、また自社の北への路線と異なり、エイルズベリーより南では速度制限が何か所かあり、90分の1の長い勾配区間もあった。1898年にマンチェスター・シェフィールド・アンド・リンカンシャー鉄道とグレート・ウェスタン鉄道は共同で、クエイントン・ロードの北のグレンドン・アンダーウッドから分岐してアシェンドンまでの短い連絡線と、ノーソルトからニーズデンまでの路線を建設してグレート・ウェスタン・アンド・グレート・セントラル・ジョイント鉄道とする法案を議会に提出した。メトロポリタン鉄道は、この法案はメトロポリタン鉄道とマンチェスター・シェフィールド・アンド・リンカンシャー鉄道の間で結ばれた合意の精神と条件に反していると抗議した。マンチェスター・シェフィールド・アンド・リンカンシャー鉄道はこの路線の許可を得たが、メトロポリタン鉄道には補償を受け取る権利が与えられた。1898年7月26日に、メトロポリタン鉄道の路線にマンチェスター・シェフィールド・アンド・リンカンシャー鉄道の石炭列車を1日4本運転する暫定合意が行われた。マンチェスター・シェフィールド・アンド・リンカンシャー鉄道はこうした列車をエイルズベリーからグレート・ウェスタン鉄道の線路でプリンセス・リスバラを経由してロンドンへ運転することも望んでいたが、メトロポリタン鉄道ではこれは合意の範囲外であると考えていた。グレート・ウェスタン鉄道に入る予定となっていた列車は1898年7月30日の早朝、クエイントン・ロード駅においてメトロポリタン鉄道の線路に入ることを拒否された。その後の裁判所での聴取では、これが一時的な合意であったとしてメトロポリタン鉄道に有利に判断された。
マンチェスター・シェフィールド・アンド・リンカンシャー鉄道は1897年にグレート・セントラル鉄道に改称し、1899年3月15日にグレート・セントラル本線が旅客輸送向けに開通した。グレート・セントラル鉄道とメトロポリタン鉄道の間でのこの路線に関する交渉は数年を要し、1906年にキャンフィールド・プレイスからハーローまでの2線が年間20,000ポンドでグレート・セントラル鉄道に貸し出され、メトロポリタン・アンド・グレート・セントラル・ジョイント鉄道を設立し、ハーローからバーニー・ジャンクションまでとブリル支線を年間44,000ポンドで貸し出して、グレート・セントラル鉄道は少なくともこの路線に年間45,000ポンドの交通量を保証することで合意された。グレート・ウェスタン鉄道とメトロポリタン鉄道が共同で運営するエイルズベリー駅には、グレート・ウェスタン・アンド・グレート・セントラル合同委員会およびメトロポリタン・アンド・グレート・セントラル合同委員会も置かれた。一般的には呼びづらい名前であったことから、エイルズベリー共同駅と呼ばれていた。メトロポリタン鉄道とグレート・セントラル鉄道の合同委員会は駅と路線の営業を引き継いだが、車両は保有していなかった。メトロポリタン鉄道が管理を担当し、グレート・セントラル鉄道は会社が役割を交替するまでの最初の5年間、会計を担当した。それ以降1926年まで5年おきに役割を交替した。メトロポリタン鉄道はグレート・ミセンデンの南にある28.5マイル地点より南側の保守を行い、グレート・セントラル鉄道は北側の保守を行った。

### 電化 1900年 - 1914年

#### 発展

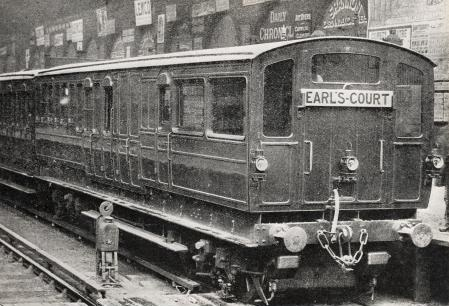
1900年に6か月間運行された、両社共同所有の実験旅客列車

20世紀の始まりに、ディストリクト鉄道とメトロポリタン鉄道は新しく電気運転で開通した、深い地下を走るチューブと呼ばれる路線との競合に直面していた。1900年にセントラル・ロンドン鉄道がシェパーズ・ブッシュからシティまで、一律2ペンスの運賃で開通して以降、1899年後半から1900年後半までの間にディストリクト鉄道とメトロポリタン鉄道は400万人の旅客が減少した。トンネル内の空気が汚れていたことが旅客にとって非常に不快なものとなっており、電気運転に切り替えることが解決方法だと考えられた。メトロポリタン鉄道では、1880年代には電化が検討されていたが、電気運転はまだ始まったばかりであり、またインナー・サークル線はディストリクト鉄道との共同所有であったため、ディストリクト鉄道との合意も必要であった。両社が共同で所有した6両の電車がアールズ・コート駅とハイ・ストリート・ケンジントン駅の区間で1900年に6か月間、試験的に旅客営業を行った。これは成功であると判断され、入札にかけられて、1901年にメトロポリタン鉄道とディストリクト鉄道の合同委員会はガンツの三相交流架空電車線方式を推奨した。両社によってこれは受け入れられたが、それはロンドン地下電気鉄道がディストリクト鉄道を買収するまでであった。ロンドン地下電気鉄道はアメリカのチャールズ・ヤーキスが率いており、彼はアメリカでの経験からシティ・アンド・サウス・ロンドン鉄道やセントラル・ロンドン鉄道で使われているのと同じような、直流第三軌条方式を好んだのである。商務省での調停の後、第四軌条までを使った直流方式が採用されることになり、電車および電気機関車による客車牽引を前提として、これらの路線の電化が開始された。メトロポリタン鉄道は1904年にニーズデンに10.5メガワットの石炭火力発電所を開設し、そこから11 kV 33.3 Hzの電力を5つの変電所に送電して、そこで回転変流機を使って直流600 Vに変換していた。
一方で、ディストリクト鉄道はイーリングからサウス・ハーローまでの路線を建設しており、アクスブリッジまで延長する許可も得ていた。1899年に、ディストリクト鉄道は資金集めに困難があり、メトロポリタン鉄道は、ハーローからレイナーズ・レーンまでの支線とアクスブリッジまでの路線をメトロポリタン鉄道が引き継いで建設し、ディストリクト鉄道は1時間に3本までの列車を走らせる権利を保持するという救済策を提案した。これに必要な法案は1899年に議会を通過し、7.5マイル（約12.1 km）の路線の建設は1902年9月に始まった。これには28の橋と、ハーローに71のアーチを持つ全長1.5マイル（約2.4 km）の高架橋が必要であった。この路線は建設中であったため、ベイカー・ストリートからハーローまでの路線やインナー・サークル線、グレート・ウェスタン鉄道とメトロポリタン鉄道が共同で運行するハマースミス・アンド・シティ線とともに、電化する路線に含められた。メトロポリタン鉄道はアクスブリッジ駅までの路線を1904年6月30日に、当初は蒸気機関車牽引で開通させた。途中駅はルイスリップ駅であった。3両分の長さの木造のプラットホームにより1905年9月25日にイッケナム駅が開設され、さらに同様の単純な構造で1906年5月26日にイーストコート駅とレイナーズ・レーン駅が開設された。

#### 電気運転
電車の運転は1905年1月1日に始まり、3月20日までにはベイカー・ストリート駅とハーロー駅の間のすべての普通列車が電気運転となった。アクスブリッジまでの閑散路線で6両編成の列車を運転するのは無駄であると考えられたため、メトロポリタン鉄道はオフピークにハーローまでの3両編成のシャトル列車を走らせ、1両の電動車で2両の付随車を牽引して商務省の不興を買った。短編成の蒸気機関車列車が3月末からオフピークの運行に用いられ、その間にいくつかの付随車に運転台を取り付ける改造を行って、6月1日から運行に投入された。
1905年7月1日に、メトロポリタン鉄道とディストリクト鉄道はともに電車をインナー・サークル線に導入したが、その日遅く、メトロポリタン鉄道の電車がディストリクト鉄道の正極レールを倒してしまい、メトロポリタン鉄道側の運行は中止された。メトロポリタン鉄道の電車に取り付けられた集電シューとディストリクト鉄道の線路との間に不整合が見つかり、ディストリクト鉄道側での運行が中止されて改造された。全面的な電気運転は9月24日に開始され、環状線1周の所要時間を70分から50分に短縮した。
グレート・ウェスタン鉄道がパーク・ロイヤルに6メガワットの発電所を建設し、パディントンからハマースミスまでの路線を電化した後、共同所有の車両によりハマースミス・アンド・シティ線での電気運転が1906年11月5日に開始された。同年、メトロポリタン鉄道はイースト・ロンドン鉄道への乗り入れを中断し、1913年に電化されるまでの間はディストリクト鉄道のホワイトチャペル駅で打ち切りとした。ハマースミス・アンド・シティ線の列車は、ロンドン・アンド・サウス・ウェスタン鉄道の路線上をリッチモンドまでの運転を1906年12月31日に取り止めたが、グレート・ウェスタン鉄道のスチームモーター列車は、ラドブローク・グローブからリッチモンドまでの運行を1901年12月31日まで続けた。
ハーローより先の路線は電化されなかったため、列車はベイカー・ストリート駅から電気機関車で牽引され、途中で蒸気機関車に交換されていた。1907年1月1日からすべての列車について機関車交換はウェンブリー・パークで実施された。1908年7月19日からはハーローで交換された。グレート・ウェスタン鉄道のラッシュ時のシティへの列車は運行を継続し、1907年1月からはパディントンにおいて電気機関車が蒸気機関車から引き継ぐようになったが、スミスフィールドまでの貨物列車は蒸気機関車が通しで牽引し続けた。
1908年にロバート・セルビーがゼネラルマネージャーに任命され、1930年までこの地位を保った。1909年に延長された路線からシティまでの限定的な直通運転が再開された。ベイカー・ストリート駅は2つの島式ホームと4線の構造に1912年に改築された。輸送量の増加に対応するために、ハーローより南の路線は複々線化され、まず1913年にフィンチリー・ロードからキルバーンまで、そして1915年にはウェンブリー・パークまでが複々線となった。しかしフィンチリー・ロードとベイカー・ストリートの間の地下線は複線のままで残り、ボトルネックとなった。

#### ロンドン地下鉄

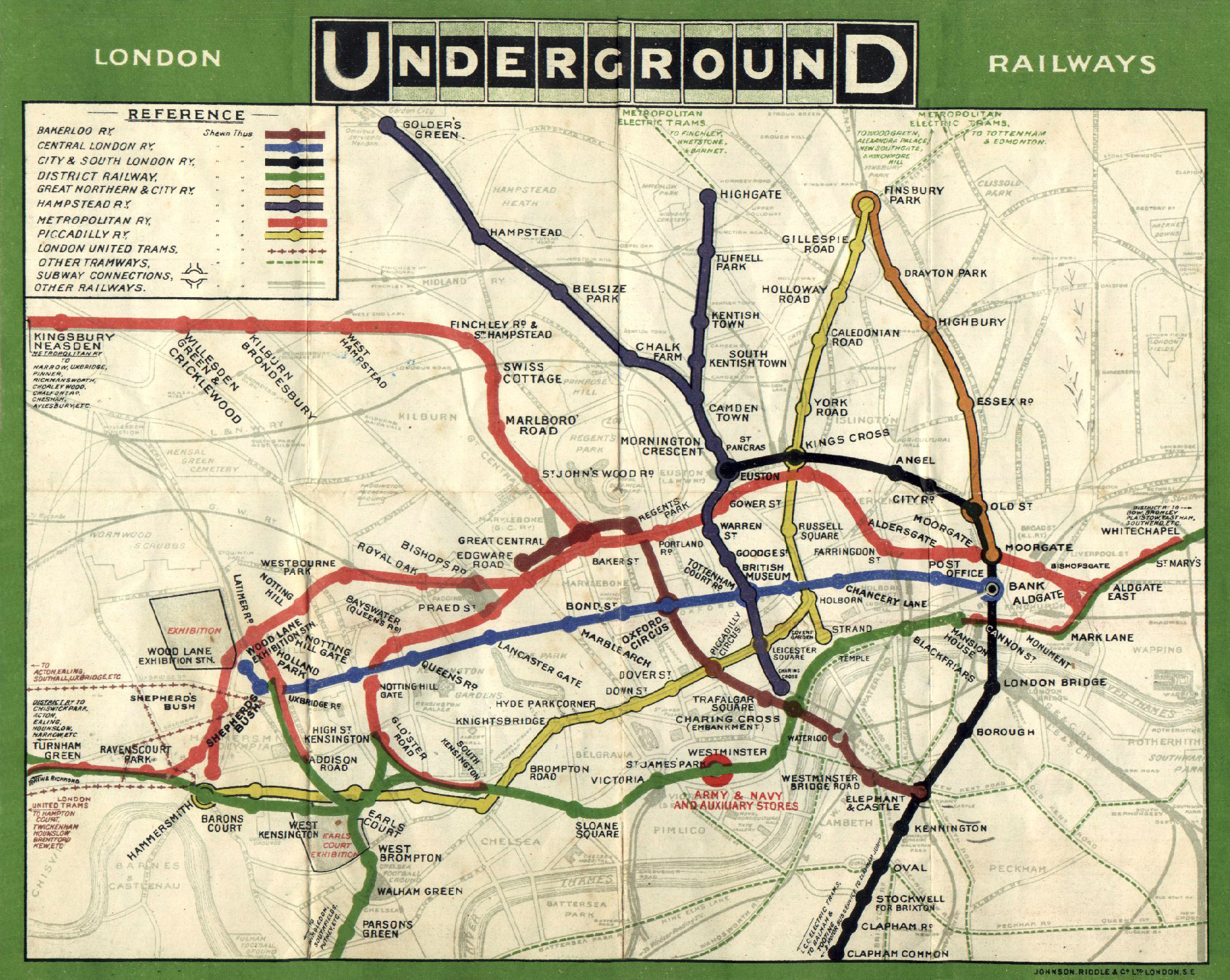
1908年発行の地下鉄（UNDERGROUND）共通の路線図、メトロポリタン鉄道は赤線で示されている

ロンドンの地下鉄の利用を促進するために、共同でのマーケティング協定に合意された。1908年にメトロポリタン鉄道はこの枠組みに参加し、路線図や共同での宣伝、通しの乗車券などに取り組んだ。ロンドンの中心部では、駅の外部にUNDERGROUNDの表示が掲出された。最終的にはロンドン地下電気鉄道がメトロポリタン鉄道とウォータールー・アンド・シティ鉄道以外のすべての地下鉄を傘下におさめ、赤い円形に青い棒を備えた駅名標を導入した。メトロポリタン鉄道はこれに対して、赤い菱形に青い棒を示した駅名標を導入して対応した。しかし、セントラル・ロンドン鉄道が事前の打ち合わせなしに、競合するメトロポリタン鉄道の路線よりかなり安く定期券の値段を設定したことから、セルビーは1911年にゼネラルマネージャーの会議から引き揚げ、会議を通じたさらなる協同は行き詰ることになった。地下鉄グループとの合併提案はセルビーにより拒否され、1912年11月のプレスリリースで、メトロポリタン鉄道はロンドン郊外の地域と、本線鉄道との関係およびその貨物事業に関心があると表明した。

#### イースト・ロンドン鉄道
1906年にメトロポリタン鉄道とディストリクト鉄道がイースト・ロンドン鉄道への直通を打ち切って以来、イースト・ロンドン鉄道での運行はサウス・イースタン鉄道、ロンドン・ブライトン・アンド・サウス・コースト鉄道、グレート・イースタン鉄道によって行われていた。メトロポリタン鉄道もディストリクト鉄道も、この路線を電化したいと思っていたが、電化の費用を正当化することができずにいた。議論は続けられ、1911年にイースト・ロンドン鉄道は、ロンドン地下電気鉄道からの供給電力とメトロポリタン鉄道による列車運行で電化されることに合意された。議会承認は1912年に得られ、直通運転は1913年3月31日に再開された。メトロポリタン鉄道は、サウス・イースタン鉄道のニュー・クロス駅およびロンドン・ブライトン・アンド・サウス・コースト鉄道のニュー・クロス駅の双方からサウス・ケンジントン駅まで1時間に2本の列車を走らせ、また1時間に8本のシャトル列車を双方のニュー・クロス駅から交互にショアディッチ駅まで運行した。

#### グレート・ノーザン・アンド・シティ鉄道
グレート・ノーザン・アンド・シティ鉄道は、グレート・ノーザン鉄道からの列車をフィンズベリー・パーク駅からシティ・オブ・ロンドンのムーアゲート駅へ直接乗り入れられるようにするために計画された。トンネルは本線の列車が通れるように内径16フィート（約4.9 m）で建設され、セントラル・ロンドン鉄道の内径12フィート（約3.7 m）と対照をなしていた。グレート・ノーザン鉄道は最終的にこの計画に反対することになり、本線のフィンズベリー・パーク駅の地下のトンネル内を北のターミナルとして1904年に開通した。
グレート・ノーザン鉄道が、シティ・ワイドンド線を経由してムーアゲート駅まで運転している列車を代わりにグレート・ノーザン・アンド・シティ鉄道経由で運転するのではないかと懸念して、メトロポリタン鉄道はこの地下線の買収を試みた。1912年から1913年にかけて買収と、グレート・ノーザン・アンド・シティ鉄道をムーアゲート駅とリバプール・ストリート駅の間でインナー・サークル線に、そしてまたウォータールー&シティー線に接続するように延長する法案が提出された。買収は認可されたが、シティの不動産所有者の反対のために路線の延長工事は法律から除かれてしまった。翌年、メトロポリタン鉄道とグレート・ノーザン鉄道が共同で、グレート・ノーザン・アンド・シティ鉄道とグレート・ノーザン鉄道をフィンスベリー・パーク駅で接続するように修正した法案を提出した。しかし今回はノース・ロンドン鉄道に反対されて、この法案は撤回された。

### 戦争とメトロ・ランド 1914年 - 1932年

#### 第一次世界大戦
1914年7月28日に第一次世界大戦が勃発し、1914年8月5日に鉄道運営委員会を通じてメトロポリタン鉄道は政府の管理下に置かれた。多くの職員が軍に志願していなくなり、1915年からは女性が出札係や集札係として雇われるようになった。シティ・ワイドンド線はイギリス海峡の港と北部へ通じる本線をつなぐ戦略的に重要な路線とみなされ、兵員や貨物の輸送に用いられた。戦争の4年間でこの路線に26,047本の軍用列車が運転され、合計254,000トンにおよぶ物資が輸送されたが、急カーブがあったため負傷兵を乗せて帰ってくる救急列車はこの路線を使うことができなかった。政府管理は1921年8月15日に終了した。

#### メトロ・ランドの開発

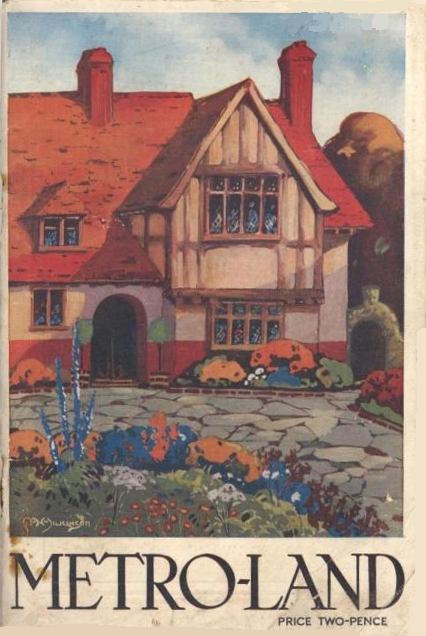
1921年に発行されたメトロ・ランドガイドの表紙

余剰の土地は処分するように求められていた他の鉄道会社とは異なり、メトロポリタン鉄道は法律の条項により、将来の鉄道用途に必要であると考える土地を保持する特権を持っていた。当初は余剰の土地は、メトロポリタン鉄道の取締役が構成する土地委員会によって管理されていた。1880年代にメトロポリタン鉄道がスイス・コテージ駅より先に路線を延長し、ニーズデンに労働者住宅が建設していたのと同時期に、ウィルズデン・パークの土地に道路や下水が整備され、土地は建設者に売却された。同様の開発はピナー近辺のセシル・パークでも行われ、ウェンブリーにおける塔の失敗後、ウェンブリー・パークの土地区画も売却された。
1912年に当時ゼネラルマネージャーであったセルビーは、専門技術が必要であると考えて、余剰土地委員会から土地を買収して鉄道周辺の不動産を開発する会社を設立する指示をした。しかし、第一次世界大戦のためにこの計画は遅れ、1919年に住宅ブームを期待してメトロポリタン鉄道地方不動産会社（Metropolitan Railway Country Estates Limited、MRCE）が設立された。議会がメトロポリタン鉄道の特別な地位を再考することを懸念して、会社は法的な助言を求めた。助言によれば、メトロポリタン鉄道は土地を保有する権利を持ってはいたが、それを開発する権利は無いとされ、そのために1人を除くすべての取締役が鉄道会社の取締役なのではあるが、独立した会社が設立された。MRCEはニーズデン近郊のキングズベリー・ガーデン・ビレッジやウェンブリー・パーク、セシル・パークやピナーのグレンジ・エステート、リックマンズワースのシダーズ・エステートなどの開発を行い、ハーロー・ガーデン・ビレッジのような場所を造成した。
メトロ・ランドという言葉は、1915年に「延長路線の案内」(Guide to the Extension Line) という冊子が「メトロ・ランドガイド」(Metro-land guide) に改称して1ペニーで販売されるようになった際に、メトロポリタン鉄道のマーケティング部門が造語したものである。この冊子により、メトロポリタン鉄道が販売する土地を訪問者や後には家を探す人に対して宣伝した。メトロポリタン鉄道が独立して存続した最後の年であった1932年まで毎年発行され、「チルターンの素晴らしい空気」を「メトロ・ランドを愛好する人には、各々の好む森のブナの木や雑木林があるかもしれません。春にはすべてが緑に、10月にはあずき色におののく素晴らしさがあります」といった言葉を使って宣伝した。宣伝された夢は、ロンドン都心部への高速な鉄道の便がある美しい郊外に建つ近代的な住宅であった。
1914年頃から会社は自身を「ザ・メット」(The Met) という名で宣伝したが、1920年以降の宣伝担当管理者となったジョン・ワードルは、時刻表やその他の宣伝品に代わりに「メトロ」(Metro) という言葉を使うようにした。土地の開発はロンドン都心部でも行われ、1929年には大きくて豪華な集合住宅「チルターン・コート」がベイカー・ストリートに開設された。設計はメトロポリタン鉄道の建築家、チャールズ・W・クラークで、当時彼はメトロランド周辺の多くの駅の改築の設計に責任を持っていた。

#### インフラストラクチャーの改良
郊外への旅客輸送を改善するために、1920年に強力で75マイル毎時（約121 km/h）のH型が導入され、続いて1922年から1923年にかけて最高速度65マイル毎時（約105 km/h）の新型電気機関車が導入された。ニーズデンの発電所の発電能力はおよそ35メガワットへ増強され、1925年1月5日にリックマンズワースまで電化が延伸されて、機関車交換地点がそこまで伸ばされた。
1924年から1925年にかけて、大英帝国博覧会がウェンブリー・パーク・エステートで開かれ、隣接するウェンブリー・パーク駅に新しい島式ホームと博覧会場へつなぐ屋根つきの橋が建設されて改良された。メトロポリタン鉄道自身も博覧会に出展し、1924年には電車を、1925年にはこれに加えて15号電気機関車を展示し、後にこれは「ウェンブリー1924」と命名された。ワトキンの塔の跡地にはスポーツ施設のウェンブリー・スタジアムが建設された。スタジアムはこけら落としとして、1923年4月28日に125,000人の観客を集めてFAカップ決勝が開かれたが、スタジアムの公式収容人数を超える観客が殺到したため混乱したものとなった。1926年に刊行されたメトロランドでは、メトロポリタン鉄道はこの日にウェンブリー・パークへ152,000人の旅客を輸送したと誇っていた。
1925年には、リックマンズワースからワトフォード駅までの支線が開通した。ワトフォードには1837年以来鉄道駅が存在していたのだが、ワトフォード商人協会が1895年にメトロポリタン鉄道に対して、スタンモア経由でワトフォードまでの路線を建設するという提案を行った。彼らは1904年にも提案を行い、その時は地域の郡議会とともに、より短いリックマンズワースからの支線を提示した。可能な経路が1906年に調査され、1912年にメトロポリタン鉄道とグレート・セントラル鉄道が合同でリックマンズワースからワトフォードの中心までの路線を、カシオベリー公園を築堤で通過する形で建設するという法案を提出した。しかし築堤には反対があり、駅と貨物扱い設備は公園のすぐ手前に設けられることになった。修正された法案は1912年8月7日に通過し、ワトフォード合同委員会が設立されたが、1914年の第一次世界大戦勃発により建設は遅れることになった。戦争終結後、1921年通商施設法により雇用を促進する投資計画に対して政府が財務的な保証を行うことになり、これを利用して建設は1922年に開始された。この路線の建設中、1921年鉄道法によるグループ化により、1923年にグレート・セントラル鉄道はロンドン・アンド・ノース・イースタン鉄道となった。延長線と支線が交差する地点には2つの分岐点が設けられ、列車はリックマンズワースに対しても南へロンドンへ向かっても走れるようになっていた。途中駅はクロックスリー・グリーン駅（現在のクロックスリー駅）のみで、1925年11月3日に運行が開始され、列車はメトロポリタン鉄道の電車によりムーア・パーク駅、ベイカー・ストリート駅経由リバプール・ストリート駅行きと、ロンドン・アンド・ノース・イースタン鉄道の蒸気機関車列車によりメリルボーン駅行きが運転された。メトロポリタン鉄道はまた、ワトフォードとリックマンズワースの間のシャトル列車も運行した。1924年から1925年にかけてハーローの北の平面交差は全長1,200フィート（約370 m）の立体交差に置き換えられ、アクスブリッジ支線への列車と本線への列車を分離した。

1925年に作られた、フィンチリー・ロード駅とベイカー・ストリート駅間の線路容量緩和のためのキルバーン・アンド・ブロンデスベリー駅からエッジウェア・ロード駅までの救済路線計画

当初のメトロポリタン・アンド・セント・ジョンズ・ウッド鉄道のベイカー・ストリート駅までのトンネルへ入るために、複々線の急行線と緩行線が通常の複線に合流する、フィンチリー・ロード駅のボトルネックはまだ残っていた。1925年に、メトロポリタン鉄道の車両を通せる大きさの2本の新しい地下鉄トンネルを建設するという計画が作られた。この路線はキルバーン・アンド・ブロンデスベリー駅の北の分岐点で分岐し、キルバーン・ハイ・ストリート、マイダ・ベール・アンド・エッジウェア・ロードの下を通ってベイカー・ストリート駅へ行くものであった。この計画にはクエックス・ロード、キルバーン・パーク・ロード、クリフトン・ロードの3つの新駅が含まれていたが、運輸省が旅客線に対する要求を改訂して、地下深いトンネルを走行する列車に対しては両端に非常口を設けることを要求したため、計画は進展しなかった。ハーローより北で使用されているコンパートメント式の車両はこの要求を満たさなかったのである。しかし、エッジウェア・ロード駅はプラットホーム4本に改築され、列車行先表示装置にバーニー・ジャンクションやアクスブリッジなどの駅名が準備された。
1920年代、オフピークにはウェンブリー・パークからベイカー・ストリートまで4 - 5分おきに列車が運転されていた。ワトフォードとアクスブリッジのそれぞれから、1時間当たり2本の列車がウェンブリー・パークからはノンストップで運転され、レイナーズ・レーン、ウェンブリー・パーク、ニーズデンからの各駅停車もあったが、これらのほとんどはマールバラ・ロードとセント・ジョンズ・ウッド・ロードには停車しなかった。オフピークにはムーア・パーク以北の駅にはメリルボーンからの列車が停車した。ピーク時には、2.5分から3分おきにベイカー・ストリート駅に列車が到着し、半分はムーアゲート、リバプール・ストリート、アルドゲートへ直通した。インナー・サークル線では、ハマースミスからの列車はベイカー・ストリートを6分おきに通過する一方、ケンジントン（アディソン・ロード）からの列車はエッジウェア・ロードで打ち切られた。サークル線において1時間に10本の列車頻度を保つのは困難であるとわかったため、ディストリクト鉄道がプットニーとケンジントン・ハイ・ストリートの間で運転していた列車をサークル線のエッジウェア・ロードまで新しいプラットホームを利用することで延長し、メトロポリタン鉄道はインナー・サークル線の列車を1時間に8本運転することになった。
キャノンズ・パークでの新しい住宅開発への便を提供するために、ウェンブリー・パーク、からスタンモアまでの支線の建設が1929年に始まった。途中駅はキングズベリー駅、キャノンズ・パーク（エッジウェア）駅（1933年にキャノンズ・パーク駅に改称）、スタンモア駅であった。今回もまた政府は、今度は開発融資保証・供与法の下に財務保証を与え、この計画でまたウェンブリー・パーク、からハーローまでが複々線化された。この路線は当初から電化されており、またウェンブリー・パークの信号扱所から制御される自動色灯式信号機を備えており、1932年12月9日に開業した。

### ロンドン旅客運輸公社 1933年
ロンドン地下電気鉄道と異なり、メトロポリタン鉄道は沿線のメトロランドでの住宅開発から直接収益を得ており、その設立以来株主に対して配当を支払い続けていた。当初の会計は信頼できないものの、19世紀末までには約5パーセントの配当を支払っていた。この数値は1900年以降、路面電車やセントラル・ロンドン鉄道が旅客を奪っていったため降下し始め、1907年から1908年にかけては0.5パーセントまで低下した。電化後旅客が戻ってきたため1911年から1913年にかけては2パーセントに戻り、1914年の第一次世界大戦の勃発で1パーセントに減った。1921年までには十分回復して2.25パーセントの配当を支払えるようになり、その後戦後の住宅ブームにより着実に上昇して1924年から1925年にかけては5パーセントに達した。1926年イギリスゼネラルストライキにより3パーセントに減少したが、1929年には4パーセントに回復した。
1913年にメトロポリタン鉄道は、ロンドン地下電気鉄道からの合併提案を拒絶し、ロバート・セルビーのリーダーシップの下頑固に独立を保ち続けていた。1921年8月19日に成立した1921年鉄道法では、ロンドンの地下鉄道会社はグループ化されるべき会社に含まれなかったが、法案の段階ではメトロポリタン鉄道も含まれていた。1930年に、ロンドンの公共交通を統合するという提案が出された際には、メトロポリタン鉄道は貨物営業をしているので、本線の4大グループ鉄道会社と同じ地位であってロンドン地下電気鉄道とは性格が違うと主張したが、政府はメトロポリタン鉄道がディストリクト鉄道と共同でインナー・サークル線を運営していたことから、同じようなものとみなしていた。主に小さな独立バス事業をうまく協調させることを目的としていたロンドン旅客運輸法が1931年3月13日に提出されたのち、メトロポリタン鉄道はこれに対して11,000ポンドを費やして反対した。法案は1931年に政府による改定を加えられながらも残り、新政権がサークル線への走行用電力の供給を手放すならばメトロポリタン鉄道は独立を維持できるという提案を行ったが、メトロポリタン鉄道はこれに反応を示さなかった。経営者はここで株主への補償交渉に転じた。この時点ですでにバスとの競争や世界恐慌により旅客数が減少し始めていたのである。1年を通して運営した最後の年である1932年には、1.625パーセントの配当が払われた。1933年7月1日にロンドン旅客運輸公社が発足し、メトロポリタン鉄道は他の地下鉄道会社、路面電車会社、バス事業者とともに吸収合併された。メトロポリタン鉄道の株主はロンドン旅客運輸公社の株式の形で1970万ポンドを受け取った。

### 移管後
メトロポリタン鉄道はロンドン地下鉄のメトロポリタン線となり、郊外の一部の路線は廃止となった。ブリル支線は1935年に、続いてクエイントン・ロード - バーニー・ジャンクション間は1936年に廃止となった。ロンドン・アンド・ノース・イースタン鉄道が蒸気機関車による列車運行と貨物運行を引き継いだ。1936年にメトロポリタン線の列車がディストリクト線によりホワイトチャペル駅からバーキング駅まで延長された。ニュー・ワークス・プログラムにより1939年にベーカールー線がベイカー・ストリート駅から新しい2本のトンネルでフィンチリー・ロード駅まで通じ、さらにウェンブリー・パーク駅までの途中駅とスタンモア支線を引き継いだ。この支線は後に、ジュビリー線が1979年に開通した際にジュビリー線に移管された。グレート・ノーザン・アンド・シティ鉄道は孤立路線として残り、ノーザン線として運行されたが、1976年にイギリス国鉄に引き継がれた。
蒸気機関車は1960年代初期までリックマンズワースの北で使用されたが、アマーシャムまでの路線が電化されて電車が導入され、ロンドン交通局はアマーシャム以北の運行からは撤退したことで蒸気機関車はなくなった。1988年にハマースミスからアルドゲートとバーキングまでの区間はハマースミス&シティー線となり、ニュー・クロスからショアディッチまではイーストロンドン線となって、アルドゲートからベイカー・ストリートまで、そしてそこから北へハーローを通る線がメトロポリタン線として残った。
1933年の統合後、メトロランドというブランドは急速に使われなくなった。20世紀半ばころには、メトロランドの精神は1954年に発行された詩集「何本かの晩菊」に収録されたジョン・ベチェマンの詩「メトロポリタン鉄道」などで記憶され、後に1973年2月26日に初めて放送されたテレビドキュメンタリー「メトロランド」でさらに広く知られるようになった。メトロランドの郊外は、1980年に初めて発行されたジュリアン・バーンズの教養小説「メトロランド」の舞台となった。この小説に基づくやはりメトロランドという映画は1997年に公開された。

## 貨物輸送
1880年までメトロポリタン鉄道は自社では貨物列車を運行しておらず、1866年2月20日からグレート・ノーザン鉄道がファリンドン・ストリート駅を経由してロンドン・チャタム・アンド・ドーバー鉄道までの貨物列車をメトロポリタン鉄道の線路を使用して運転を開始した。続いてミッドランド鉄道からの貨物列車も1868年7月に運行を開始した。グレート・ノーザン鉄道、グレート・ウェスタン鉄道、ミッドランド鉄道ともファリンドン地区に貨物扱い設備を開設し、シティ・ワイドンド線からこの施設に通じるようになっていた。しかし、メトロポリタン鉄道がベイカー・ストリート駅から外へ向けて路線を拡張していくと、貨物列車が重要なものとなっていった。1880年にメトロポリタン鉄道はハーロー・ディトリクトガス会社から石炭輸送を獲得し、フィンチリー・ロード駅に設けたミッドランド鉄道との受け渡し側線からハーローの石炭ヤードまでの輸送を行った。延長路線が建設される際には、ほとんどの駅に貨物扱い設備と石炭基地が併設された。ロンドン向けの貨物は当初はウィルズデンで取り扱われ、そこから道路で配送されるかミッドランド鉄道に受け渡された。グレート・セントラル鉄道が建設されたことで、北はクエイントン・ロードで、そして南へはニーズデン経由でアクトンやキューへと接続された。

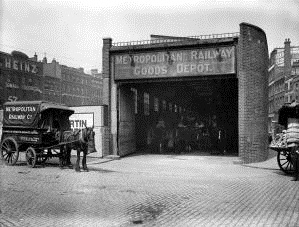
ヴァイン・ストリート貨物扱い施設への入口、1910年代

1909年にメトロポリタン鉄道はファリンドン近くに、貨車7両分の延長の側線2本を備えるヴァイン・ストリート貨物扱い施設を開設し、ウェスト・ハンプステッドから定期列車を運行した。貨物列車は電気機関車で牽引され、最大14両の貨車をつなぎ、重量は都心へ向かう時は250ロングトン（約254メートルトン）に、郊外へ向かう時は225ロングトン（約229メートルトン）に制限されていた。1910年にはこの貨物扱い施設では11,400ロングトン（約11,600メートルトン）を扱い、1915年には25,100ロングトン（約25,500メートルトン）に増加した。1913年にはこの貨物扱い施設は容量の限界を超えていると報告されていたが、第一次世界大戦後自動車輸送が重要な競合者となり、1920年代末までには輸送量は管理可能なレベルまで減少した。
蒸気機関車と、ニーズデンにある会社の火力発電所、そして地域のガス工場向けの石炭は、クエイントン・ロード駅経由で運び込まれていた。牛乳はヴェール・オブ・エイルズベリーからロンドン郊外へ輸送され、食料品はヴァイン・ストリートからアクスブリッジにある大規模小売商アルフレッド・バトン・アンド・サンへと輸送された。ビリングスゲート魚市場へメトロポリタン鉄道とディストリクト鉄道の合同駅モニュメント駅を経由して運ばれる魚は、駅入口を「言葉で表せないくらい不潔な状況」にするとして苦情を受けることになった。ディストリクト鉄道は魚専用の出入口を設けることを示唆したが、そうした措置が実際に講じられることは無かった。グレート・セントラル鉄道がメリルボーンまでの自動車輸送を導入したことで輸送量はかなり減少したが、この問題は1936年まで残り、ロンドン旅客運輸公社がインナー・サークル線の列車での小荷物輸送を廃止する1つの原因にも挙げられた。
当初は道路輸送での配達業務は契約業者が使用されていたが、1919年からメトロポリタン鉄道は自社で配送業務を行うようになった。ロンドン地下鉄の一部となる前の1932年には、会社は544両の貨物車両を有し、162,764ロングトン（約165,376メートルトン）の石炭、2,478,212ロングトン（約2,517,980メートルトン）の原料、1,015,501ロングトン（約1,031,797メートルトン）の貨物を輸送した。

## 鉄道車両

### 蒸気機関車

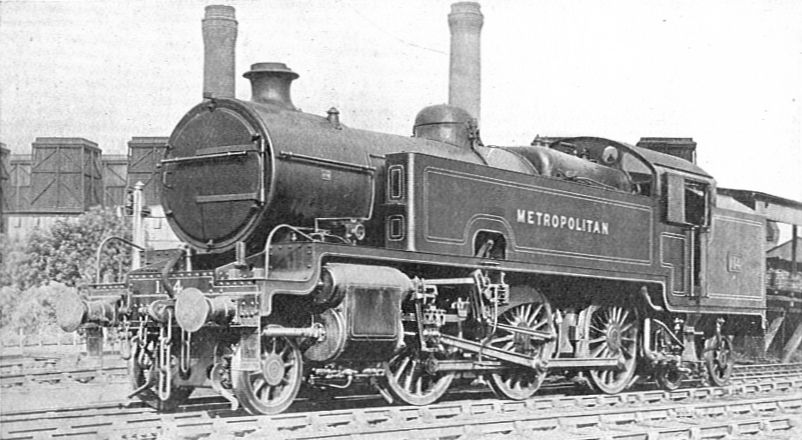
1925年に貨物列車牽引用にメトロポリタン鉄道に6両が導入された車軸配置2-6-4のK型蒸気機関車

地下トンネル内での排気問題への懸念から、蒸気機関車の新しい設計が生み出されることになった。路線が開通する前の1861年に、ファウラーズ・ゴーストとニックネームを付けられた実験機関車により試験が行われた。これは不成功に終わり、最初の営業列車はグレート・ウェスタン鉄道の広軌の復水式蒸気機関車であるグレート・ウェスタン鉄道メトロポリタン型蒸気機関車により牽引された。これはダニエル・グーチが設計した車軸配置2-4-0のタンク機関車であった。さらにメトロポリタン鉄道が自身の車軸配置4-4-0のタンク機関車を導入するまで、標準軌のグレート・ノーザン鉄道の蒸気機関車が用いられた。これらの機関車はマンチェスターのベイヤー・ピーコック製であった。設計はしばしばメトロポリタン鉄道の技術者ジョン・ファウラーのものだとされるが、しかし実際には機関車はベイヤー・ピーコックがスペインのトゥデラ・ビルバオ鉄道向けに製造した機関車の発展形であり、ファウラーは単に動輪の直径、軸重と曲線への対応性能を指示しただけであった。1864年に18両が発注され、当初は個別に名前が付けられていた。1870年までに合計40両が製造された。地下での煙を減らすために、当初はコークスが燃料に用いられ、1869年にウェールズ産無煙炭に切り替えられた。
1879年からさらに機関車が必要とされ、設計が更新されて合計24両の新型機関車が1879年から1885年にかけて納入された。当初はこの機関車は明るいオリーブグリーンに塗られ黒と黄の線が入り、煙突は頂部が銅で造られ、前部には真鍮で作られた数字で機関車番号が示され、蒸気ドームは磨かれた真鍮でできていた。1885年に塗装が変更され、ミッドケアド (Midcared) として知られる暗い赤になった。これは標準色として残り、ロンドン交通局によって1933年にメトロポリタン線の色と定められた。1925年にメトロポリタン鉄道が機関車をアルファベットの文字で分類した際に、これらの機関車はA型およびB型となった。メトロポリタン・アンド・セント・ジョンズ・ウッド鉄道の建設中、A型とB型ではこの線の勾配には適さないと考えられ、5両の車軸配置0-6-0のタンク機関車が1868年に納入された。しかし、A型とB型は特に問題なく列車を牽引することができることが判明し、この0-6-0タンク機関車は1873年と1875年にタフ・ヴェール鉄道に売却された。
1891年からは、ベイカー・ストリート駅から郊外へ向けての延長路線での運用のためにさらなる機関車が必要とされるようになった。サウス・イースタン鉄道のQ型の発展形である、車軸配置0-4-4のC型が1891年に4両導入された。1894年に2両のD型がエイルズベリーとバーニー・ジャンクション間での運用のために導入された。これらの機関車は、フィンチリー・ロード駅より南で運用するために必要な復水設備を搭載していなかった。1896年に車軸配置0-4-4のE型2両が自社のニーズデン工場で製造され、さらに事故で損傷した当初のA型1号機を代替するために1898年に1両が追加された。さらに4両がホーソン・レスリーで1900年から1901年にかけて製造された。延長路線における貨物輸送量増大に対応するために、1901年に車軸配置0-6-2のF型が4両導入された。これは車軸配置が違い蒸気暖房の設備が無いという点を除けばE型に類似するものであった。1897年と1899年にメトロポリタン鉄道は2両の車軸配置0-6-0のサドルタンク機関車を、ペケット・アンド・サンズの標準設計で導入した。これらの機関車は正式には形式分類されず、ニーズデンとハーローにおける入換に主に使用された。
1905年から1906年にかけてロンドン市内の路線網が電化されたことで、多くの機関車が不要となった。1907年までに古いA型、B型の機関車のうち40両が売却されるか解体され、1914年時点ではこれらの形式のうち13両のみが残存しており、入換、ブリル軌道における事業用・工事用列車などに使用されていた。旅客用・貨物用ともにさらに強力な機関車が必要とされ、1915年には4両のG型（車軸配置0-6-4）がヨークシャー・エンジンから調達された。最高速度75マイル毎時（約121 km/h）のH型（車軸配置4-4-4）は、1920年と1921年にかけて8両製造され、主に急行旅客運用に用いられた。貨物列車をより長くし、高速にして列車本数を減らすために、1925年に6両の貨物用K型（車軸配置2-6-4）が、第一次世界大戦後にウーリッジのロイヤル・アーセナルが製造した車軸配置2-6-0の蒸気機関車からの改造で導入された。これらの機関車はフィンチリー・ロードより南側で運行することは認められていなかった。
2両の機関車が保存されている。A型の23号がロンドン交通博物館に、E型の1号がバッキンガムシャー鉄道センターに保存されている。1号はメトロポリタン鉄道の150周年記念イベントで2013年1月に蒸気での走行を行い、2013年2月時点では2013年後半にも操向が予定されている。

### 客車
メトロポリタン鉄道は当初自社では車両を保有せず開業し、最初はグレート・ウェスタン鉄道が、続いてグレート・ノーザン鉄道が運行を行った。グレート・ウェスタン鉄道はチーク製の8輪コンパートメント式客車を使用した。1864年にメトロポリタン鉄道は、グレート・ウェスタン鉄道の設計に基づくが標準軌に手直ししたものを、アシュベリー鉄道車両・鉄工所製の自社車両として導入した。照明はガス灯式で、一等客室には2灯、二等と三等の客室には1灯が灯されていた。1877年から圧力式石油ガスシステムが使用された。当初は客車は、列車の前部か後部に設けた車掌室から手で操作する木製制輪子によりブレーキがかけられており、独特の臭いがした。これは1869年に鎖ですべての客車のブレーキを動作させる方式に変更された。チェーンによるブレーキは突然動作し、旅客が負傷することもあり、1876年には直通真空ブレーキに置き換えられた。1890年代に、サークル線の列車の一部の客車で、機械的な次の駅を案内する表示器が試験された。これは線路間に設置された木製のフラップによって動作するものであった。信頼性が無いと判断されて全面的な採用は承認されなかった。

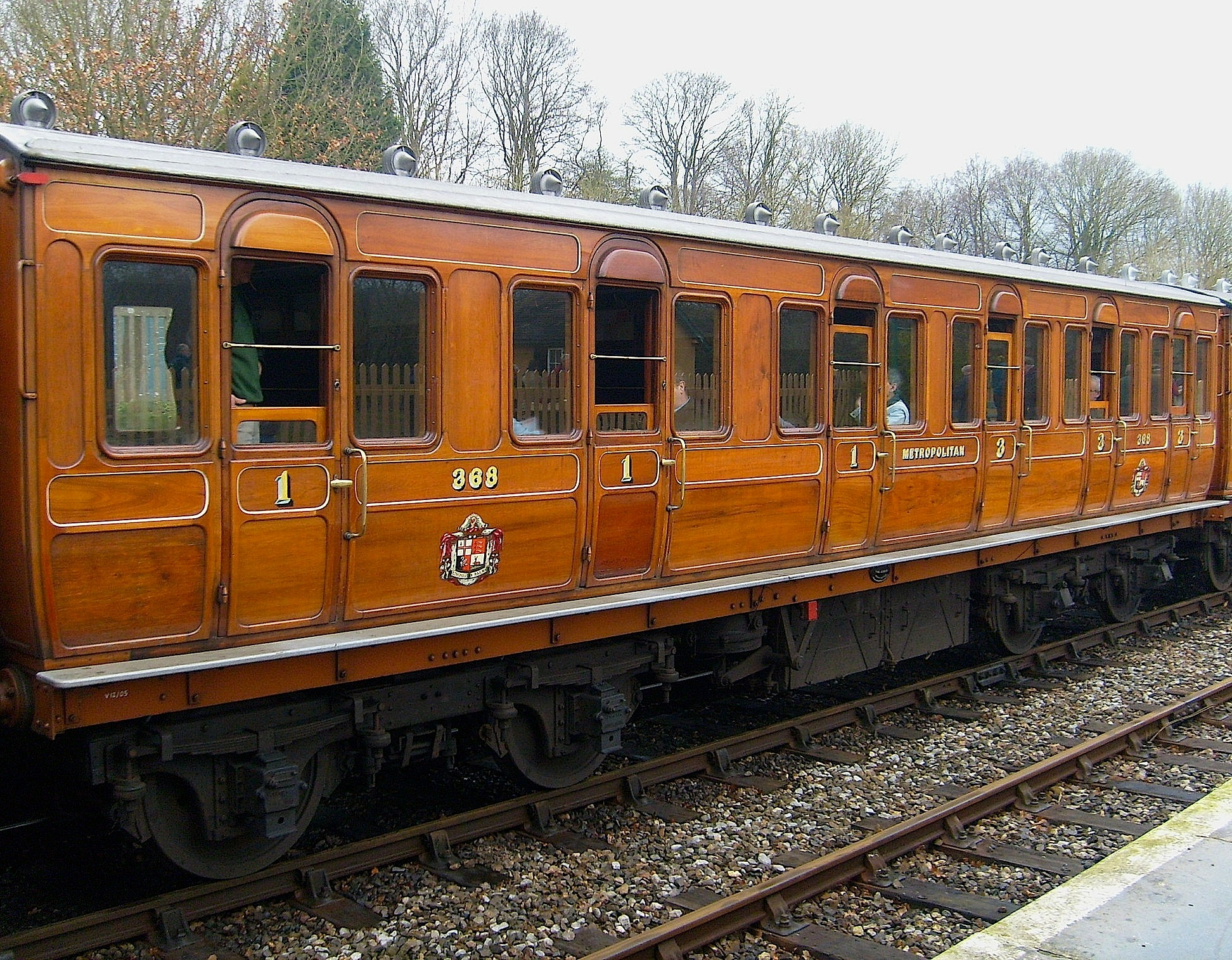
アシュベリー1898年製368号ボギー客車、ブルーベル鉄道において復元したもの

1870年に固定車軸4輪で固定連結の客車がオールドベリーで造られた。1887年に何件か脱線事故を起こしてから、延長路線向けにジュビリー車両として知られる新しい設計の全長27フィート6インチ（約8.38 m）の固定車軸4輪客車がクレイブンズで製造された。製造当初から圧力ガス式照明システムと直通真空ブレーキが搭載され、後に蒸気暖房が追加された。1892年にはさらに追加導入されたが、1912年までにすべての車両が運行終了となった。1893年5月に商務省の命令により、すべての機関車と客車に自動真空ブレーキが搭載された。ジュビリー車両の一等客車は復元されて、2013年1月のメトロポリタン鉄道150周年記念イベントで旅客を乗せた。
1898年にはアシュベリーで、1900年にはクレイブンズとメトロポリタン鉄道ニーズデン工場で、ボギー客車が製造された。これは乗り心地が良く、蒸気暖房、自動真空ブレーキ、電気照明、全等級で貼り物のされた座席などがあった。ブルーベル鉄道では1898年から1900年にかけてアシュベリーやクレイブンズで製造された4両の客車を保有しており、またニーズデン製のもう1両がロンドン交通博物館にある。
近郊路線やその延長路線でのグレート・セントラル鉄道との競争により、1910年からさらに快適なドレッドノート車両の導入が始まった。この木製コンパートメント式車両は合計92両が導入され、圧力ガス式照明と蒸気暖房を備えていた。1917年に電気照明に切り替えられ、1922年には電気機関車牽引の際の暖房のために電気ヒーターが追加された。後に5両・6両または7両編成に組成され、先頭と末尾の車両に集電シューが取り付けられて母線に接続され、電気機関車が第三軌条の切れ目で止まってしまうのを防ぐために接続された。2編成には、追加料金でビュッフェのサービスを行うプルマンの車両が連結されていた。ビンテージ・キャリッジ・トラストは3両のドレッドノート車両を保存している。
1906年から、アシュベリー製のボギー客車の一部が電車に改造された。ドレッドノート車両の一部は電動車として使用されたが、3分の2は延長路線において機関車牽引の客車として使用され続けた。

### 電気機関車

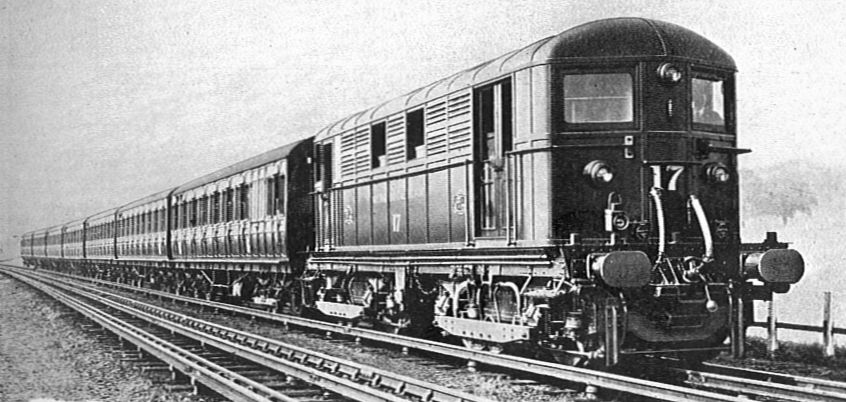
1920年代のメトロポリタン鉄道の電気機関車牽引の列車

電化後は、郊外路線においては従来からの客車をベイカー・ストリート駅から電気機関車牽引で運転し、途中で蒸気機関車に交換した。メトロポリタン鉄道は、メトロポリタン・アマルガメイテッドに対して2種類の電気装備品を持つ20両の電気機関車を発注した。最初の10両はブリティッシュ・ウェスティングハウスの電気品を搭載して製造され、1906年に運行を開始した。このキャメルバック型機関車はセンターキャブ（中央運転台式）を特徴としており、重量は50トン、215馬力（約160 kW）電動機4基を装備した。2番目のものは箱型車体でブリティッシュ・トンプソン＝ヒューストンの電気品を装備し、1919年にウェスティングハウスのものに置き換えられた。
1920年代初頭、メトロポリタン鉄道はバロー・イン・ファーネスのメトロポリタン＝ヴィッカースに20両の電気機関車の改造の注文を出した。最初の機関車の改造工事が始まった際、非実用的で不経済であることが判明し、注文は原車両から回収したいくつかの装備品を利用して完全に新しい機関車を製造するものに変更された。新しい機関車は1922年から1923年にかけて製造され、ロンドンの有名な住民にちなんで名づけられた。4基の300馬力（約220 kW）電動機を装備して合計1,200馬力（約890 kW、1時間定格）であり、最高速度は65マイル毎時（約105 km/h）であった。
5号機の「ジョン・ハムデン」ロンドン交通博物館で静態保存され、12号機「サラ・シドンズ」は歴史的なイベントに用いられ、2013年1月のメトロポリタン鉄道150周年記念イベントでも走行した。

### 電車
最初の電車の注文はメトロポリタン・アマルガメイテッドに対して1902年に出され、ウェスティングハウス製の装備を搭載した50両の付随車と20両の電動車で、6両編成を構成した。一等車と三等車がオープンサルーン形式で製造され、二等車はメトロポリタン鉄道では廃止された。客室への出入りは車端のデッキの格子戸からで、閑散時には3両編成で走行できるようになっていた。ハマースミス&シティー線での共同運行に対しては、メトロポリタン鉄道とグレート・ウェスタン鉄道は6両編成12本をトムソン＝ヒューストン製の装備品で購入した。1904年にメトロポリタン鉄道はさらに36両の電動車と62両の付随車、オプションとしてさらに20両の電動車と40両の付随車の注文を出した。ウェスティングハウス製の装備品に問題があったためオプションが実行された際にはトムソン＝ヒューストン製の装備品が指定され、さらに強力な電動機が装備された。1918年以前は、強力な電動機を装備した電動車が3両の付随車を牽いてサークル線の運用に使われた。車端デッキの格子戸は地上走行時に問題であるとみなされ、すべての車両がベスティビュール付に1907年までに改造された。また両端のドアからのみの出入りは需要の多いサークル線での運行には問題であったため、1911年から中央部に引き戸が装備された。
1906年からは、アシュベリー製のボギー客車の一部に運転台、制御器、電動機を搭載して電車に改造が行われた。1910年に2両の電動車について両端に運転台を取り付ける改造を行った。この車両はアクスブリッジ-サウス・ハーロー間のシャトル列車に使用され、1918年にアディソン・ロードのシャトル列車に転用された。1925年から1934年まではこれらの車両はワトフォードとリクマンズワースの間で運用された。
1913年に23両の電動車と20両の付随車が発注され、これは引き戸を両端と中央に備えたオープンサルーン客車であった。これらの車両はサークル線と、新しく電車で運転されるようになった、イースト・ロンドン鉄道経由のニュー・クロス駅までの運用に用いられた。1921年に20両の電動車、33両の付随車、6両の一等制御車が3つの両引き戸を備えた形で納入された。これらもサークル線に投入された。

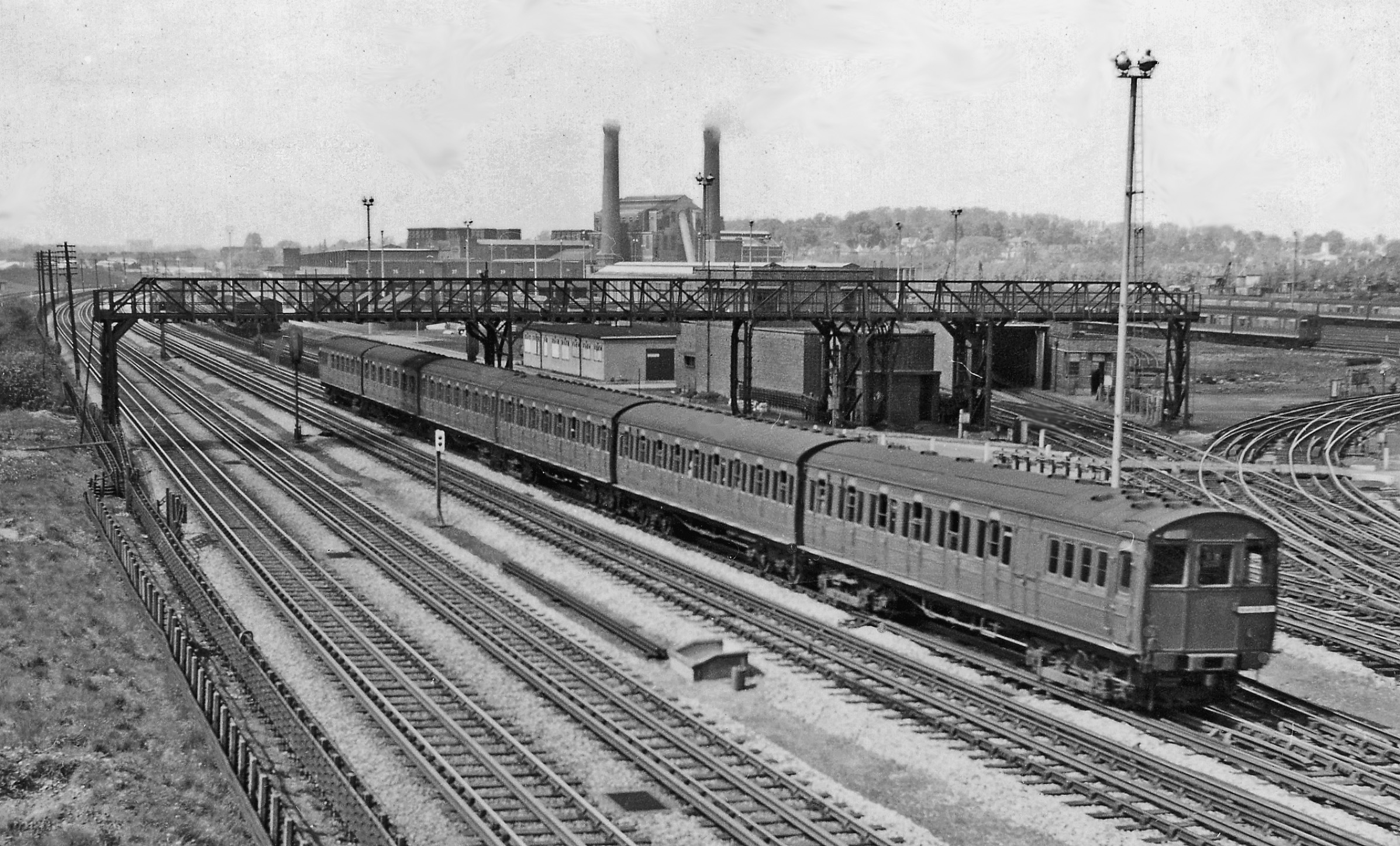
ニーズデンにて、T型電車

1927年から1933年にかけて、メオロポリタン・キャリッジ・アンド・ワゴンとバーミンガム・レールウェイ・キャリッジ・アンド・ワゴンによって順次コンパートメント式の電車がベイカー・ストリート駅とシティからワトフォードおよびリックマンズワースへの運用に用いるために製造された。最初の注文は電動車のみで、半分はウェスティングハウスブレーキとメトロポリタン＝ヴィッカースの制御器、4基のMV153電動機を装備し、ボギー客車の付随車を牽引していた電動車を置き換えた。残りの電動車は同じ電動機を装備していたが真空ブレーキを装備しており、1920年から1923年にかけて改造されたドレッドノート客車とともにMV車両を構成した。1929年にMW車両が発注され、MV車両と似ていたがウェスティングハウスブレーキを装備する30両の電動車と25両の付随車であった。さらにMW車両の発注が1931年に、今度はバーミンガム・レールウェイ・アンド・キャリッジに対して出された。これは7本の8両編成を構成するためのもので、またこれまでのMW車両を8両編成に増強するための追加の付随車も含んでいた。この車両はゼネラル・エレクトリック・カンパニー製のWT545電動機を装備しており、MV153電動機装備の車両と連結して使えるように設計されたのだが、実際にはうまく動作しなかった。メトロポリタン鉄道がロンドン地下鉄となってから、MV車両はウェスティングハウスブレーキを装備し、GEC製電動機を装備した車両はMV153電動機装備の車両と連結して使えるようにギア比を変更された。1938年に、9本の8両編成と10本の6両編成のMW車両が形式変更されてロンドン地下鉄T形電車となった。